# متحف السودان القومي

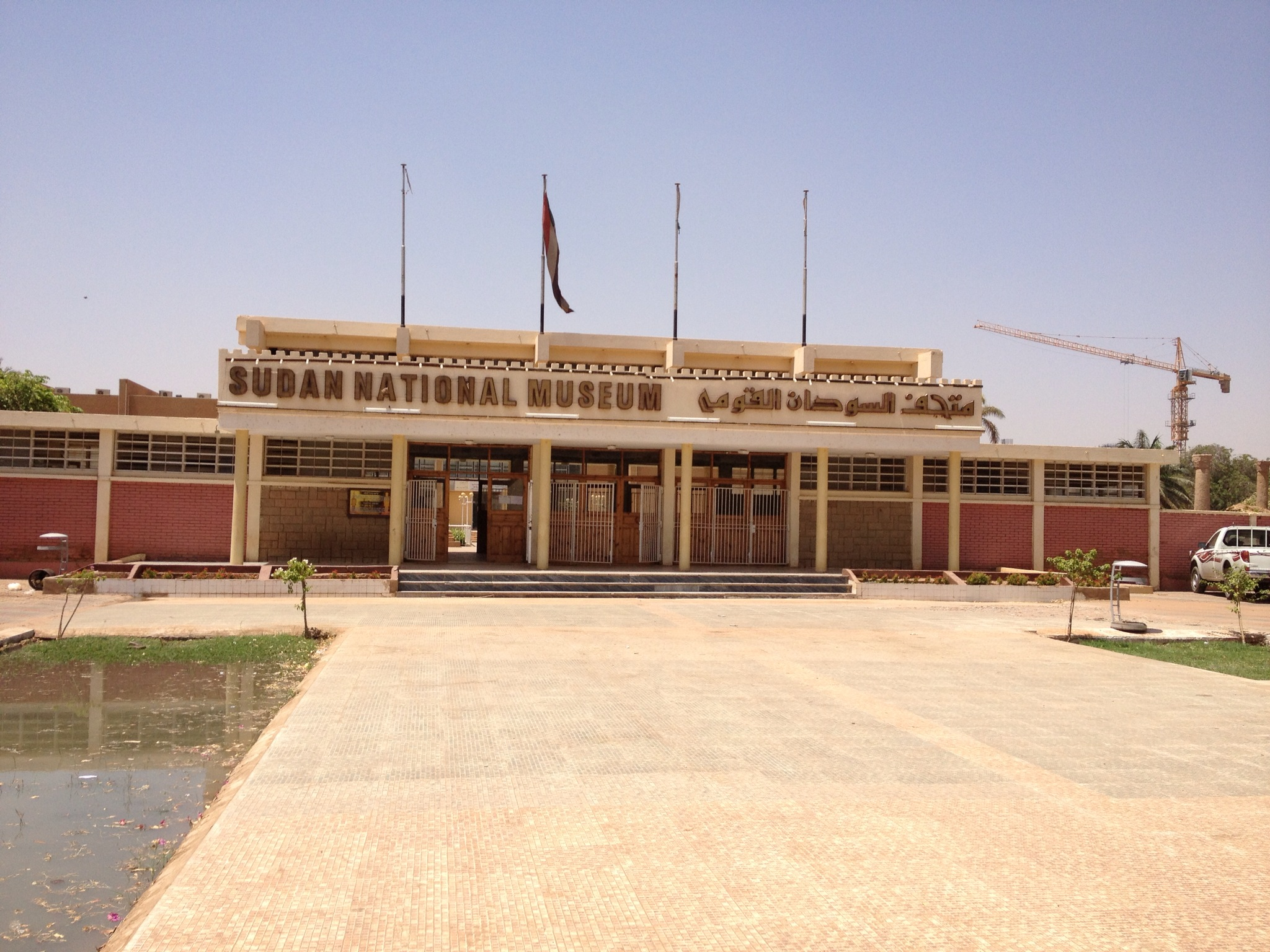
المدخل الرئيسي لمتحف السودان القومي

متحف السودان القومي في الخرطوم، السودان. يعتبر من أكبر المتاحف السودانية حيث يقع في شارع النيل جوار مبنى قاعة الصداقة حيث يتجة المدخل الرئيسي له تجاه النيل الأزرق وقبل التقاء النيلين مباشرة.
جرى التجهيز لافتتاح هذا المبنى منذ الستينات وتم افتتاح المتحف عام 1971م ويحتوي على جميع فترات الحضارة السودانية من العصور الحجرية وحتى الفترة الإسلامية مرورا بالآثار النوبية والمسيحية.
وأقامت الهيئة العامة للآثار العديد من المعارض بالعواصم الأوروبية منذ عام 1991 وحتى الآن. ومن أشهر تلك المعارض (معرض ممالك على النيل) طاف 7 دول اوربية، معرض كنوز من السودان (المتحف البريطاني بلندن وقصر الحصن بأبوظبي) معرض درب الاربعين (متحف الماريمون ببروكسل بلجكيا 2007) (معرض الحضارة المروية متحف اللوفر باريس) (معرض اكتشاف النقعة ألمانيا 2011) (معرض الاكتشافات الاثرية دولة التشيك 2014).

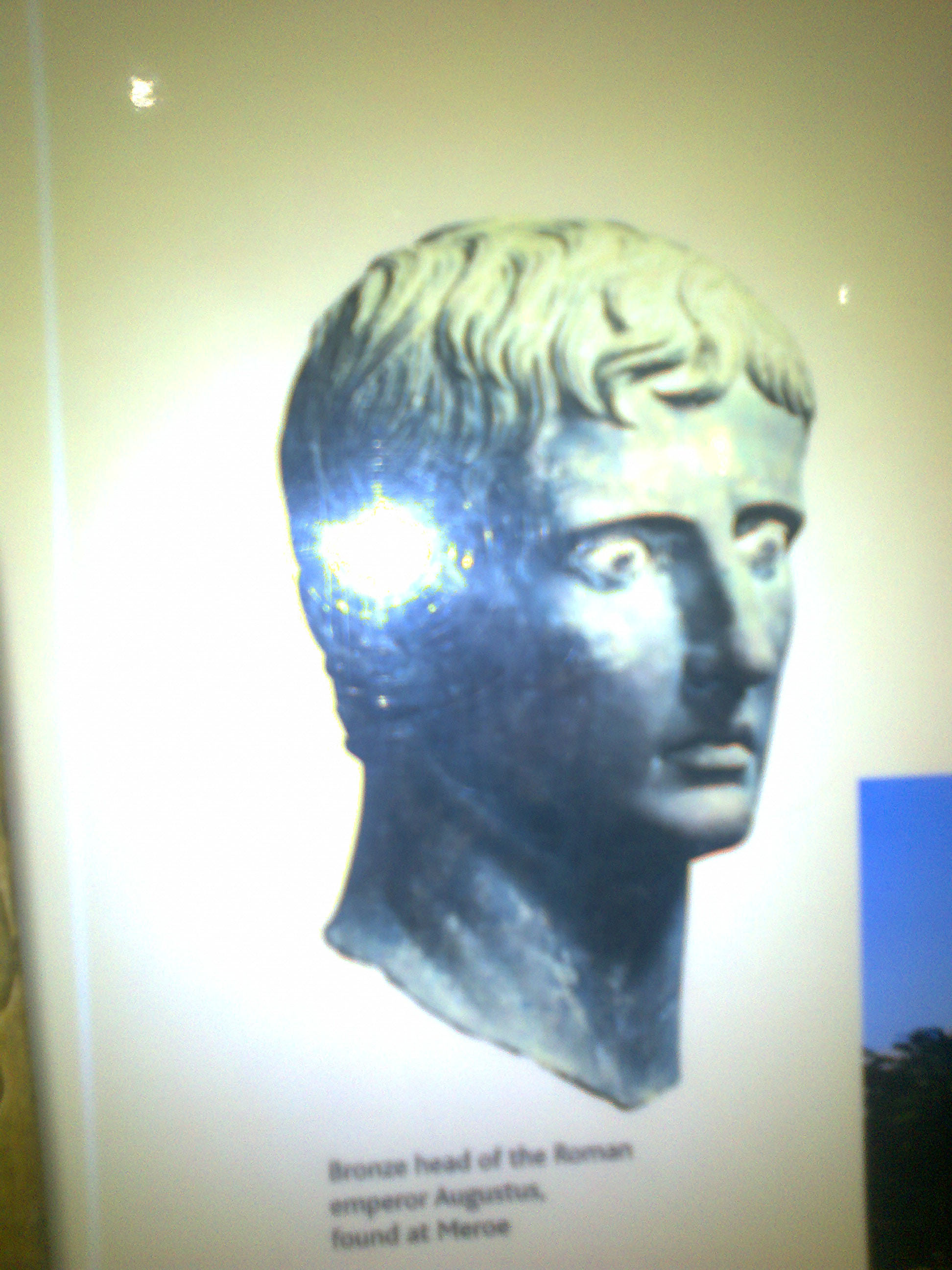
التمثال البرونزي الروماني

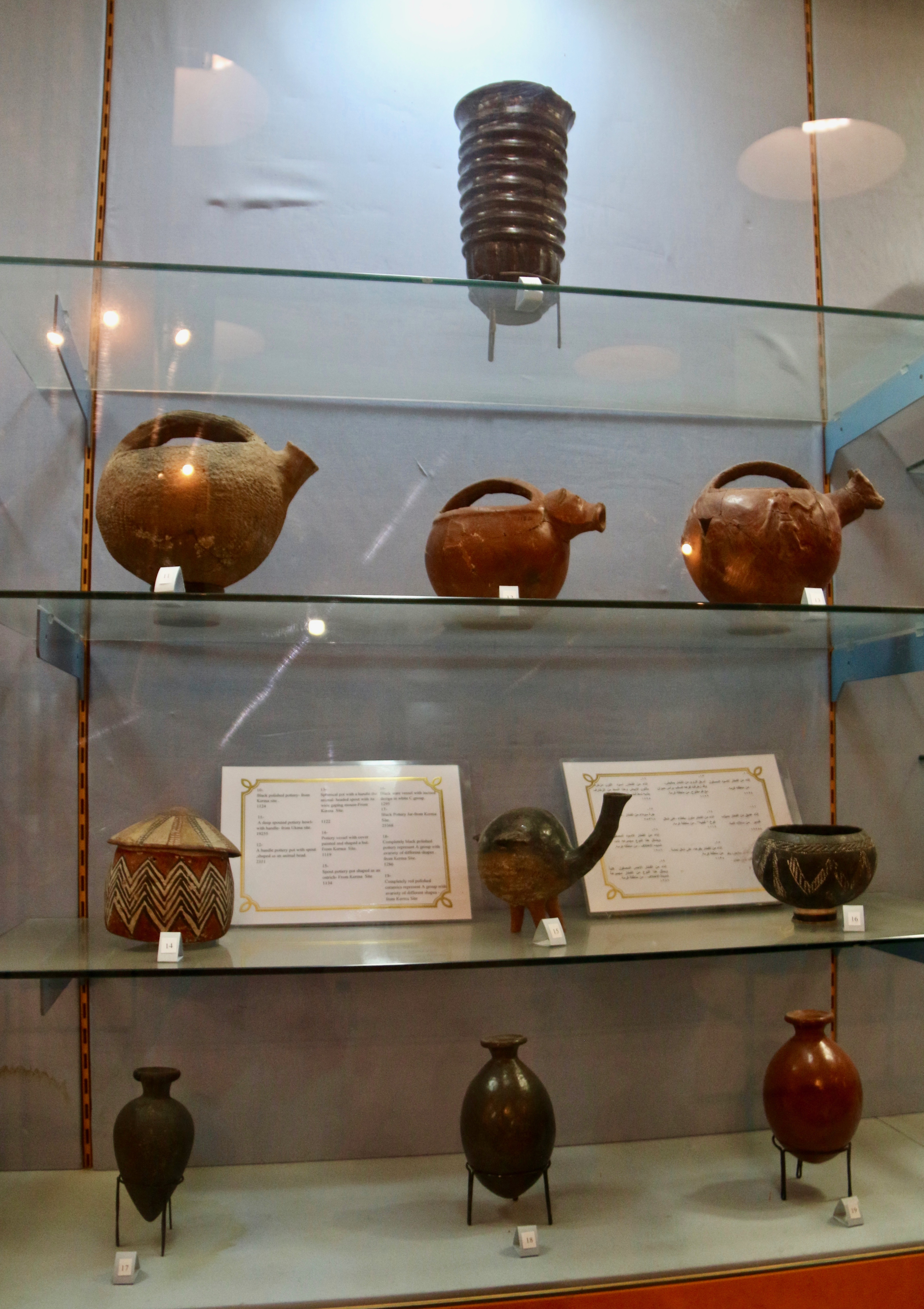
مقتنيات المتحف القومي السوداني

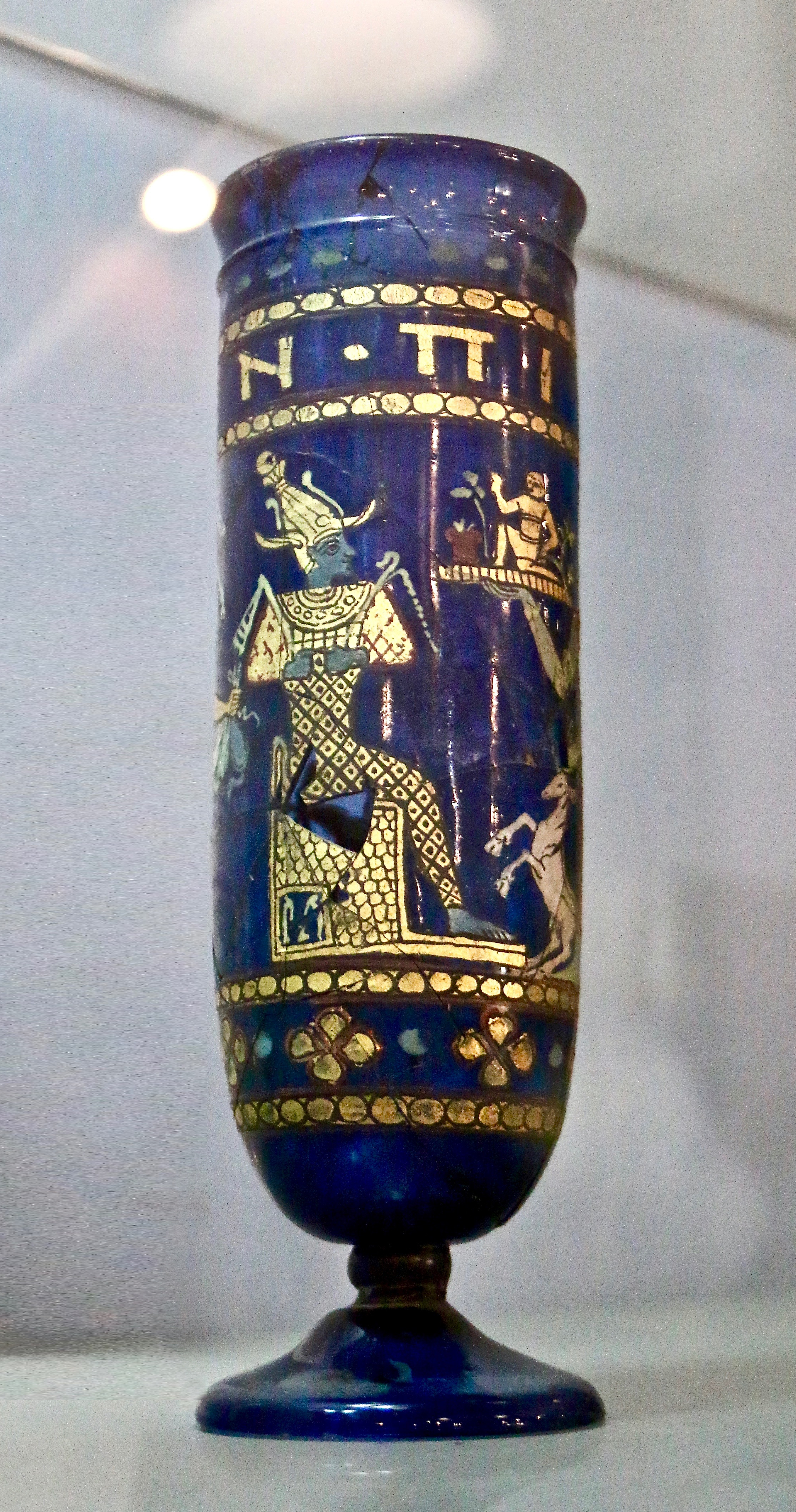
كأس سدينغا

## التصميم المعمارى للمتحف
الفناء والحديقة عبارة عن متحف مفتوح يشتمل على العديد من المعابد والمدافن والنصب التذكارية والتماثيل بأحجام مختلفة، والتي كان قد جرى إنقاذها قبل أن تغمر مياه السد العالي مناطق تواجدها وتمت إعادة تركيبها حول حوض مائى يمثل نهر النيل حتى تبدو كأنها في موقعها الأصلي، وأهمها معابد (سمنه شرق) و(سمنه غرب) وبوهين كما اشتملت أيضا على مقبرة الأمير (حجو تو حتب) وأعمدة كاتدرائية فرس ويفتح المتحف أبوابه طوال أيام الأسبوع عدا الاثنين.

## نشأة وتأسيس المتحف

قاعة البروفسير نجم الدين بالمتحف القومي السوداني

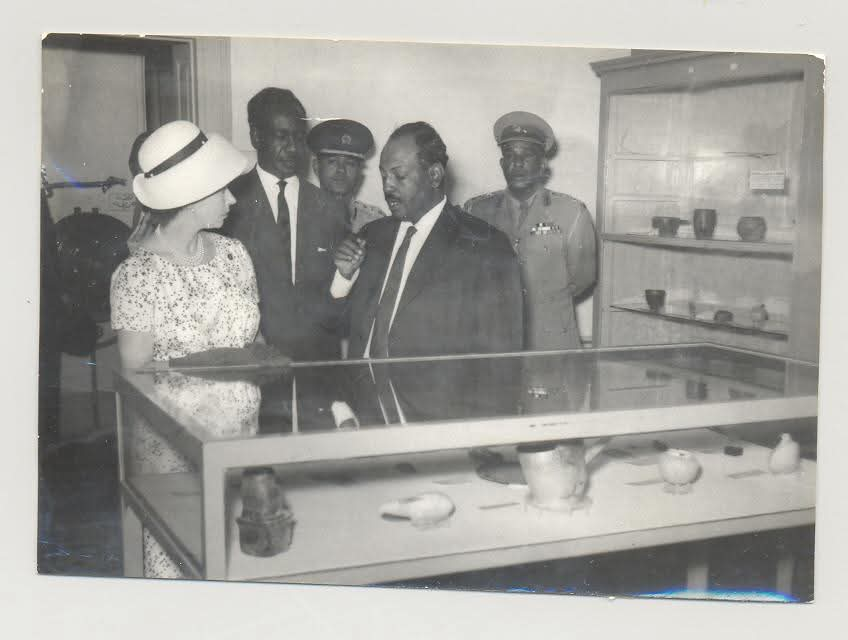
زيارة الملكة الايزابيث لمتحف السودان فبراير 1965

من أكبر المتاحف بالسودان أسس أول مرة في كلية الآداب في العام 1904م وافتتح بمقره الحالى بشارع النيل عام 1971م زاره عدد كبير من كبار الشخصيات من مختلف انحاء العالم ويحتوي على مقتنيات اثرية من مختلف أنحاء السودان يمتد تاريخها إلى عصور ما قبل التاريخ وحتى فترة الممالك الإسلامية، وتشتمل الصالات الداخلية للمتحف على العديد من المقتنيات الحجرية، والجلدية، والبرونزية، والحديدية، والخشبية وغيرها في شكل منحوتات وآنية، وأدوات زينة وصور حائطية وأسلحة وغيرها. أما فناء المتحف وحديقته فعبارة عن متحف مفتوح يشتمل على العديد من المعابد والمدافن والنصب التذكارية والتماثيل بأحجام مختلفة، والتي كان قد جرى إنقاذها قبل أن تغمر مياه السد العالي مناطق وادي حلفا وتمت إعادة تركيبها حول حوض مائى يمثل نهر النيل حتى تبدو وكأنها في موقعها الأصلي.

### مقتنيات المتحف
مقتنيات المتحف تتوزع على أربعة مناطق داخل المتحف كالآتي:
1. القاعة الرئيسية في الطابق الارضي
2. مقتنيات المعابد أو المتحف المفتوح في الحديقة

### معرض الصور
هذه الصور تغطي حقب متنوعة من تاريخ الحضارة في السودان بدءاً من العصر الحجري مروراً بالممالك والدويلات النوبية انتهاءً بالمسيحية.

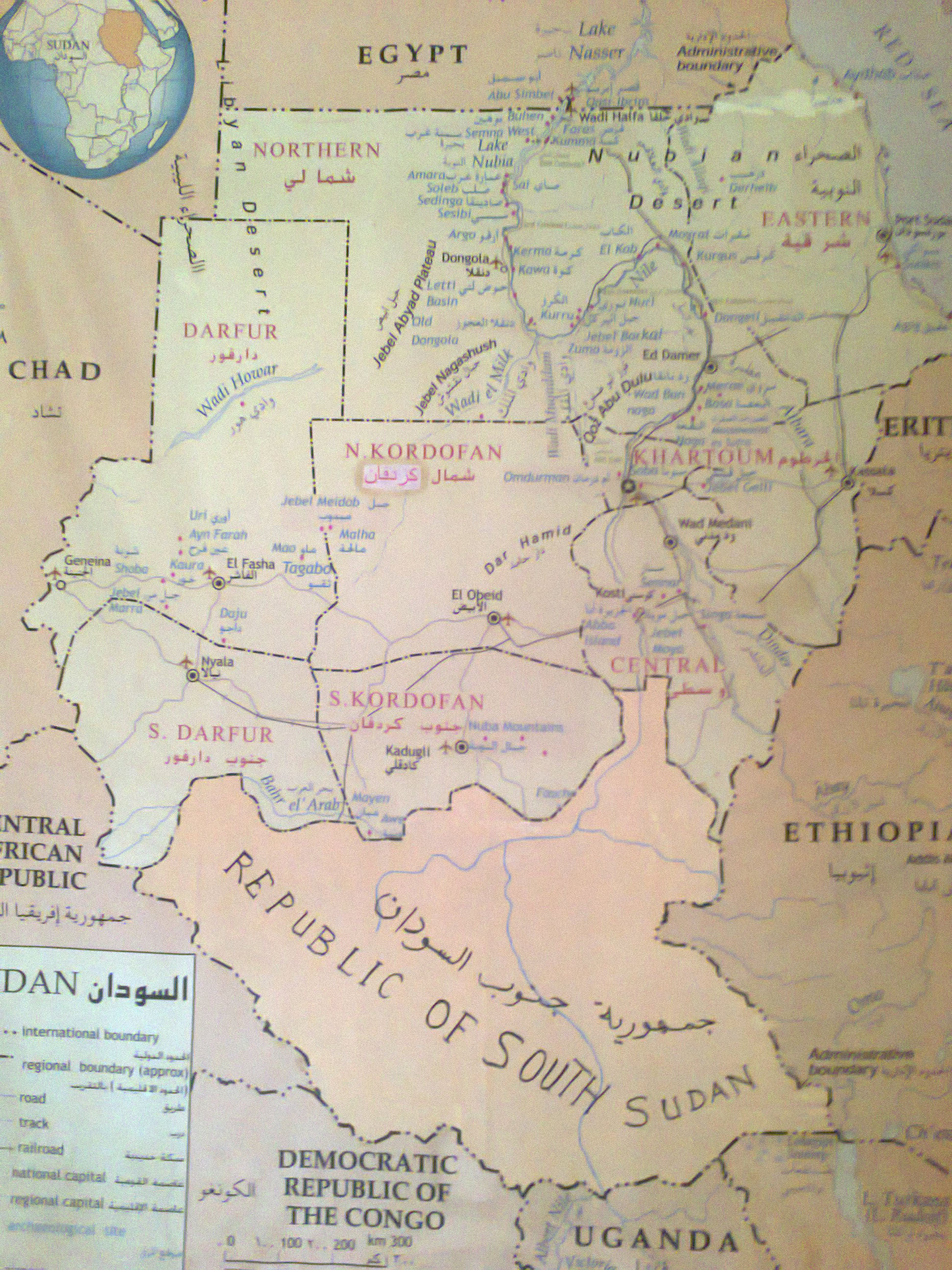
خريطة السودان الاثرية
صور مدافن من العصر الحجري الحديث
ملصق توضيحي لجميع تواريخ واماكن مقتنيات المتحف
مدخل المتحف الي اليمين
مدخل المتحف الي اليسار
قناع خشبي لتابوت
تمثال طهارقة- مدخل القاعة الرئيسية
مسلة الملك سنكامانسكن
تمثال من الجرانيت الأبيض لملك كوشي مجهول
مجسم للإله رع من البرونز المطعم بالذهب
تمثال للإله بتاح عثر عليه في هرم طهارقة في مدينة الكوة
لوحة ملونة لمريم العذراء والمسيح الطفل يحميان كنداكة نوبية
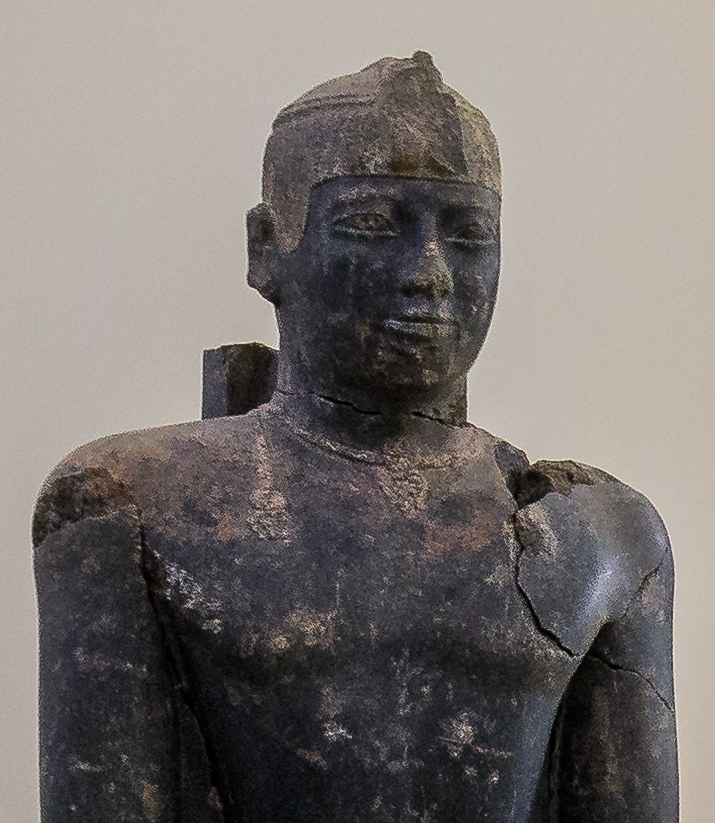
تمثال الطنطماني أو التنتماني. كان التنتماني آخر ملوك الأسرة الخامسة والعشرين.
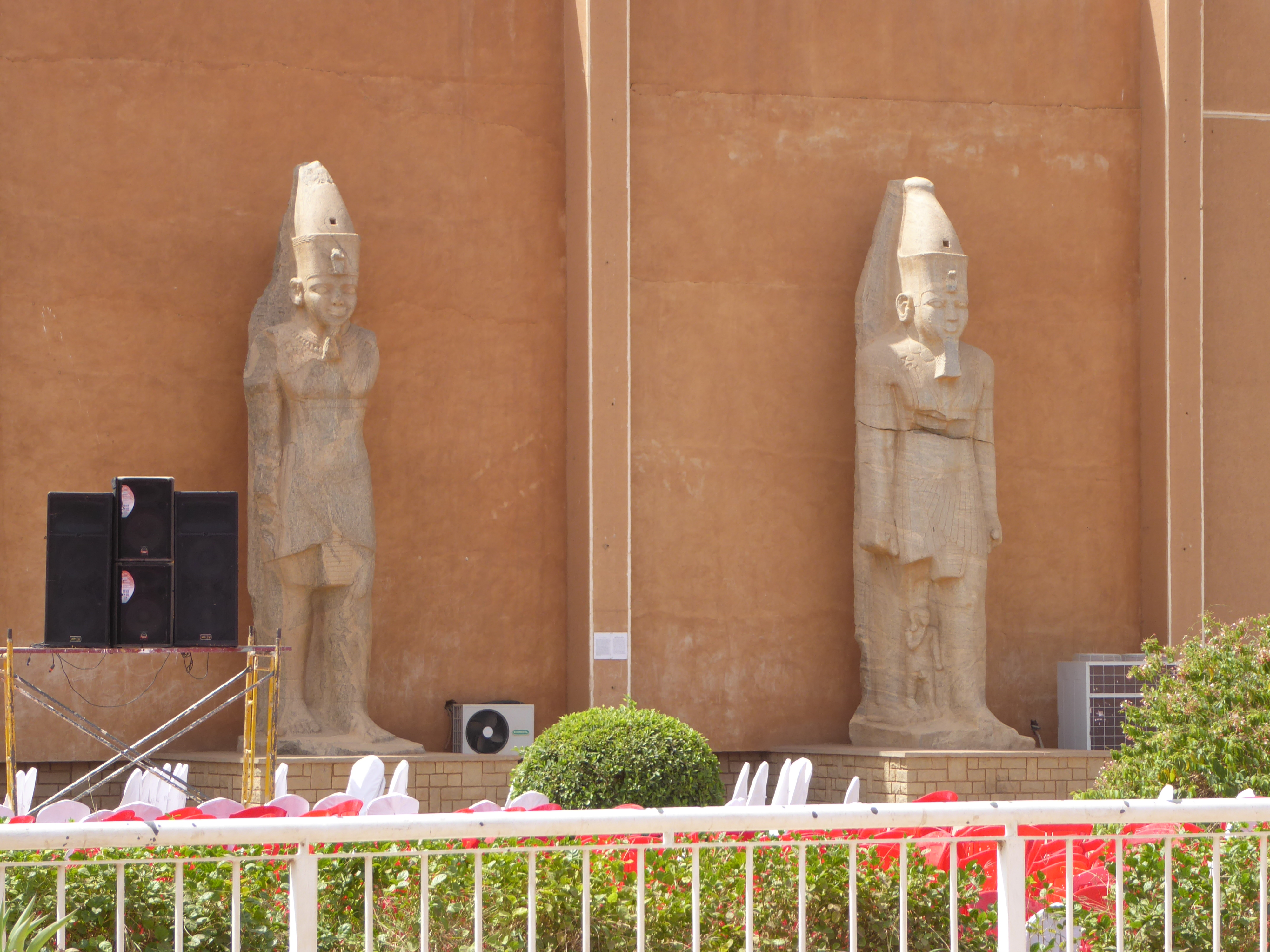
تماثيل تابو الضخمة
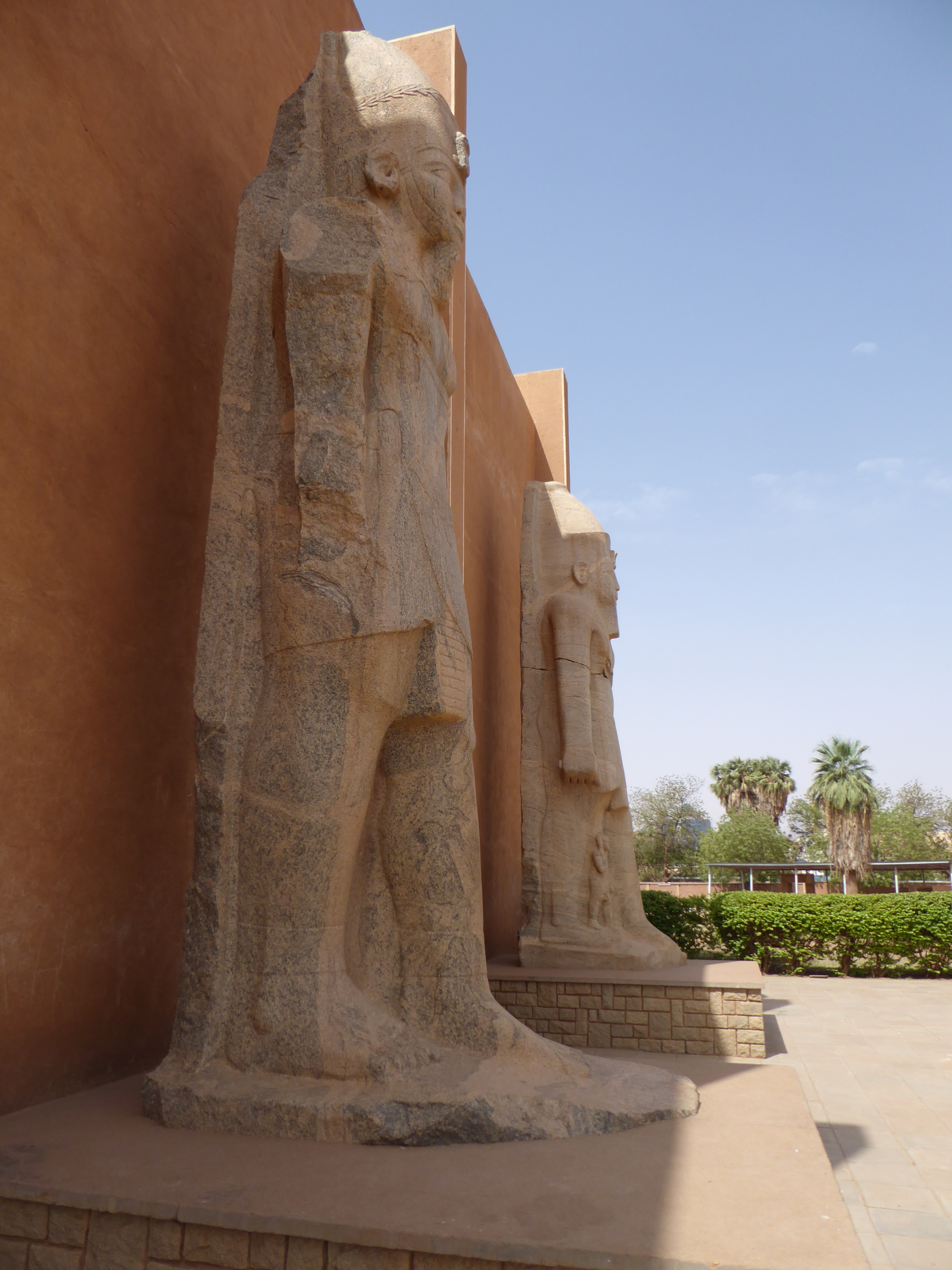
تماثيل تابو عن قرب
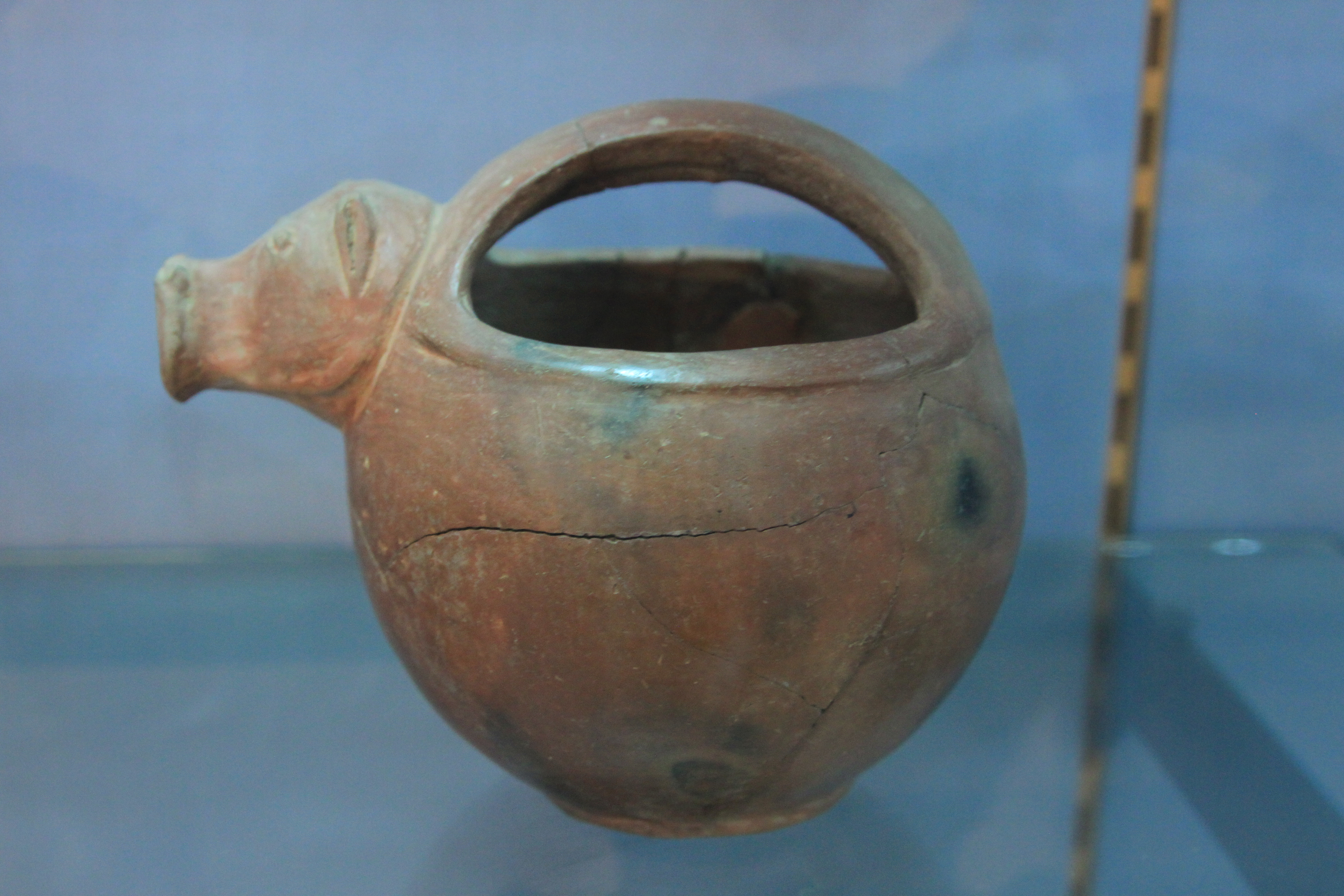
جرة سيراميك قديمة من مقتنيات المحتف القومي في السودان
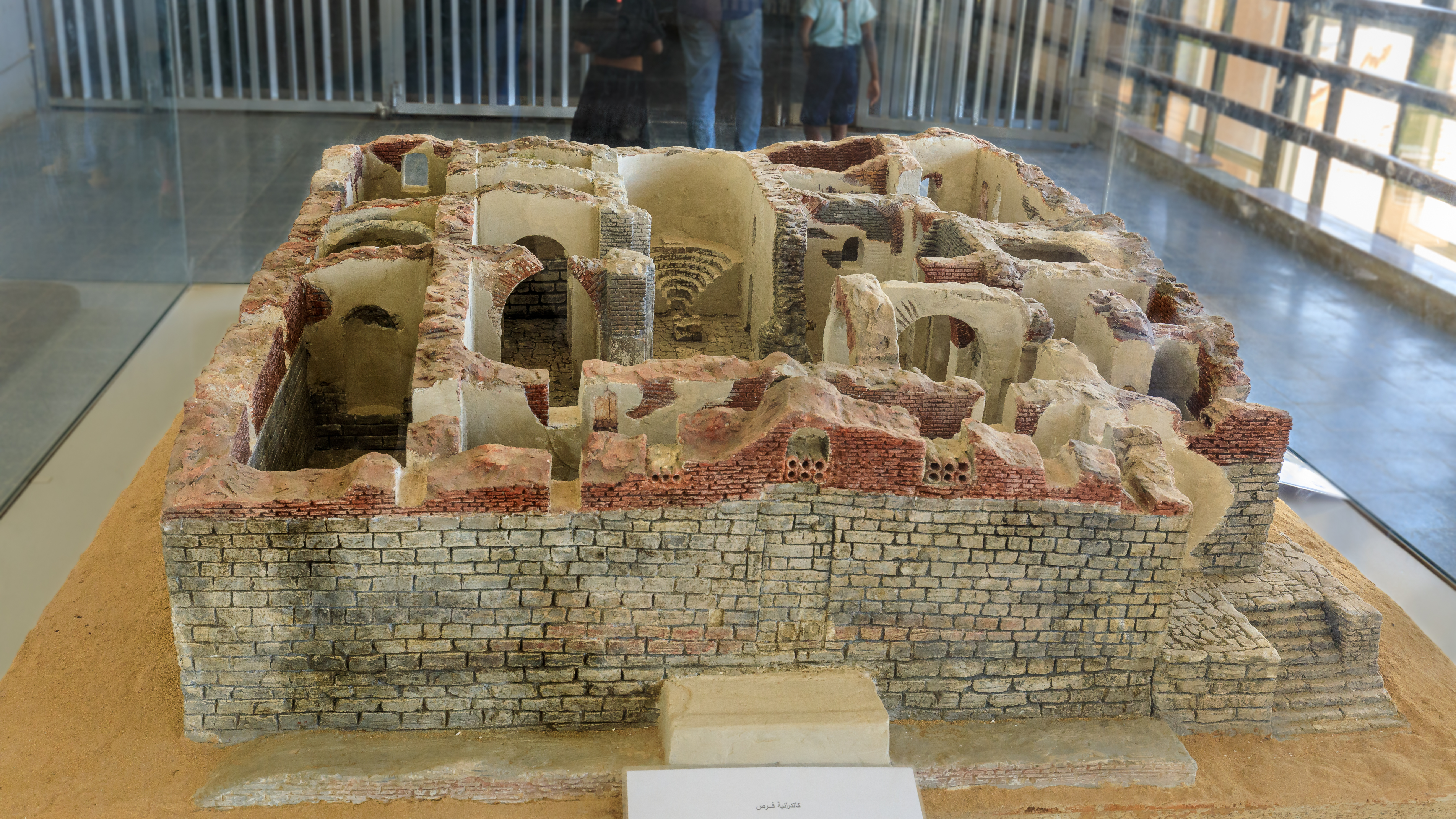
نموذج كاتدرائية فرس
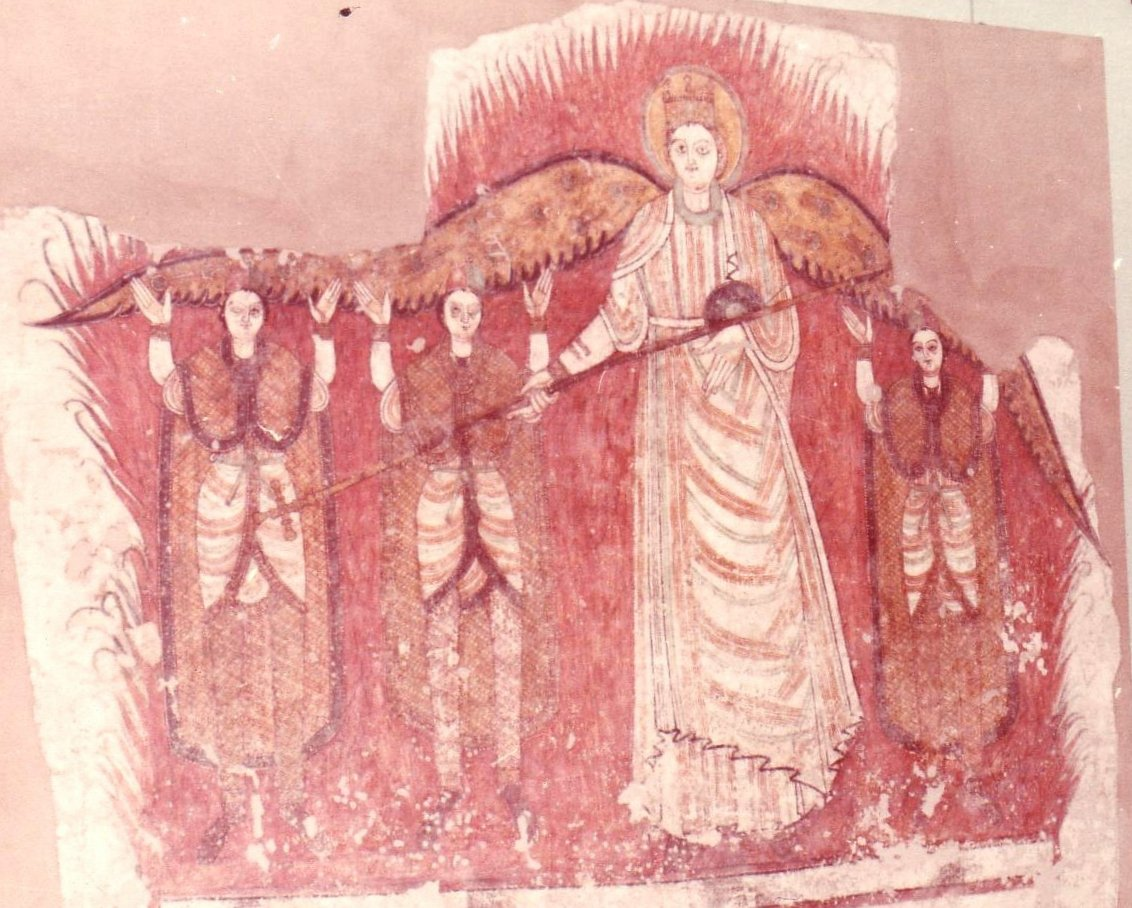
الرسم النوبي
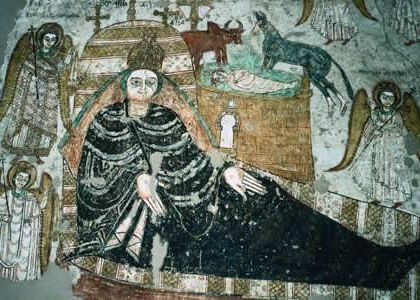
لوحة جدارية للفنان سودان فراس للكاتدرائية
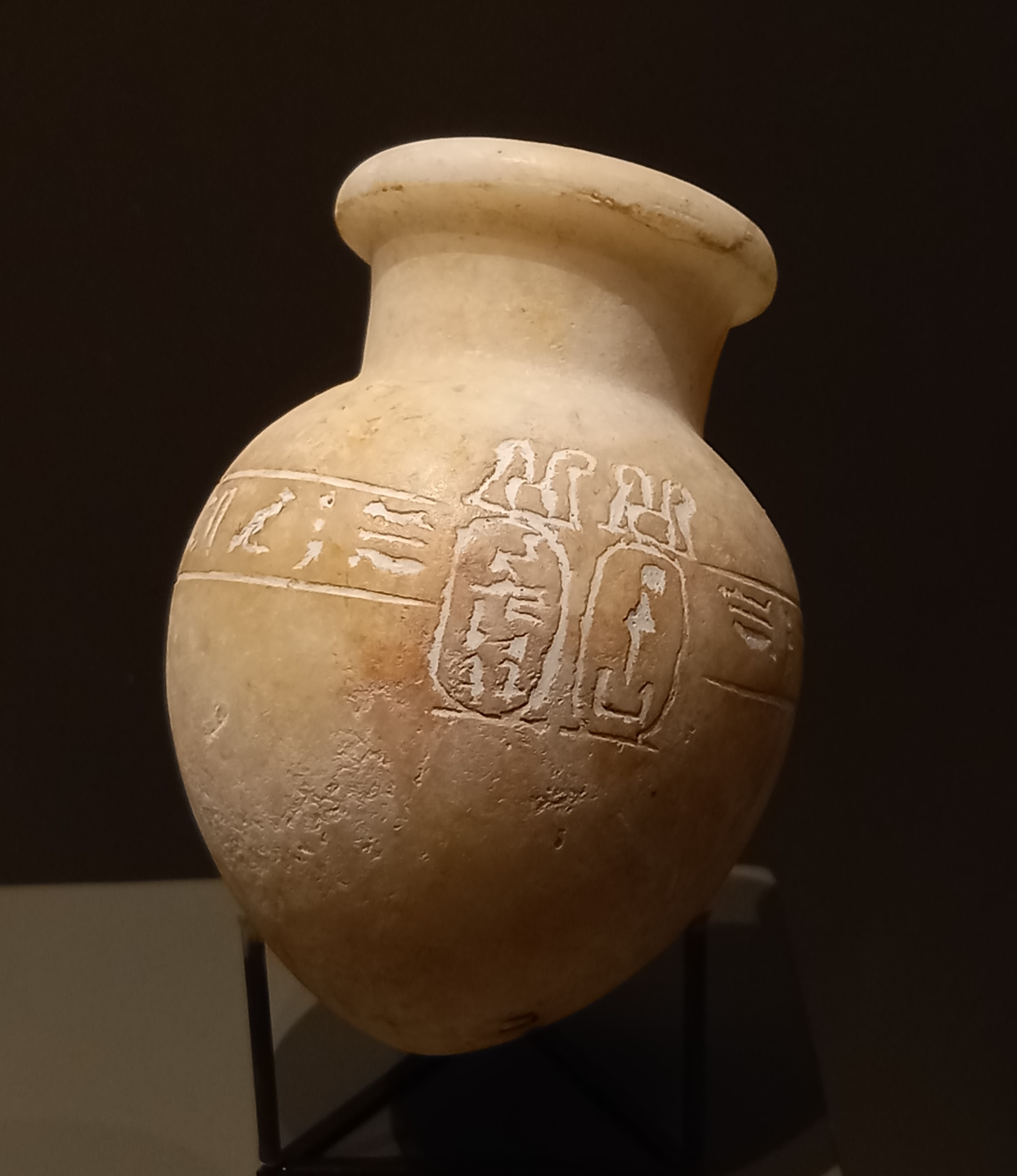
زجاجة عطر مانوناقين
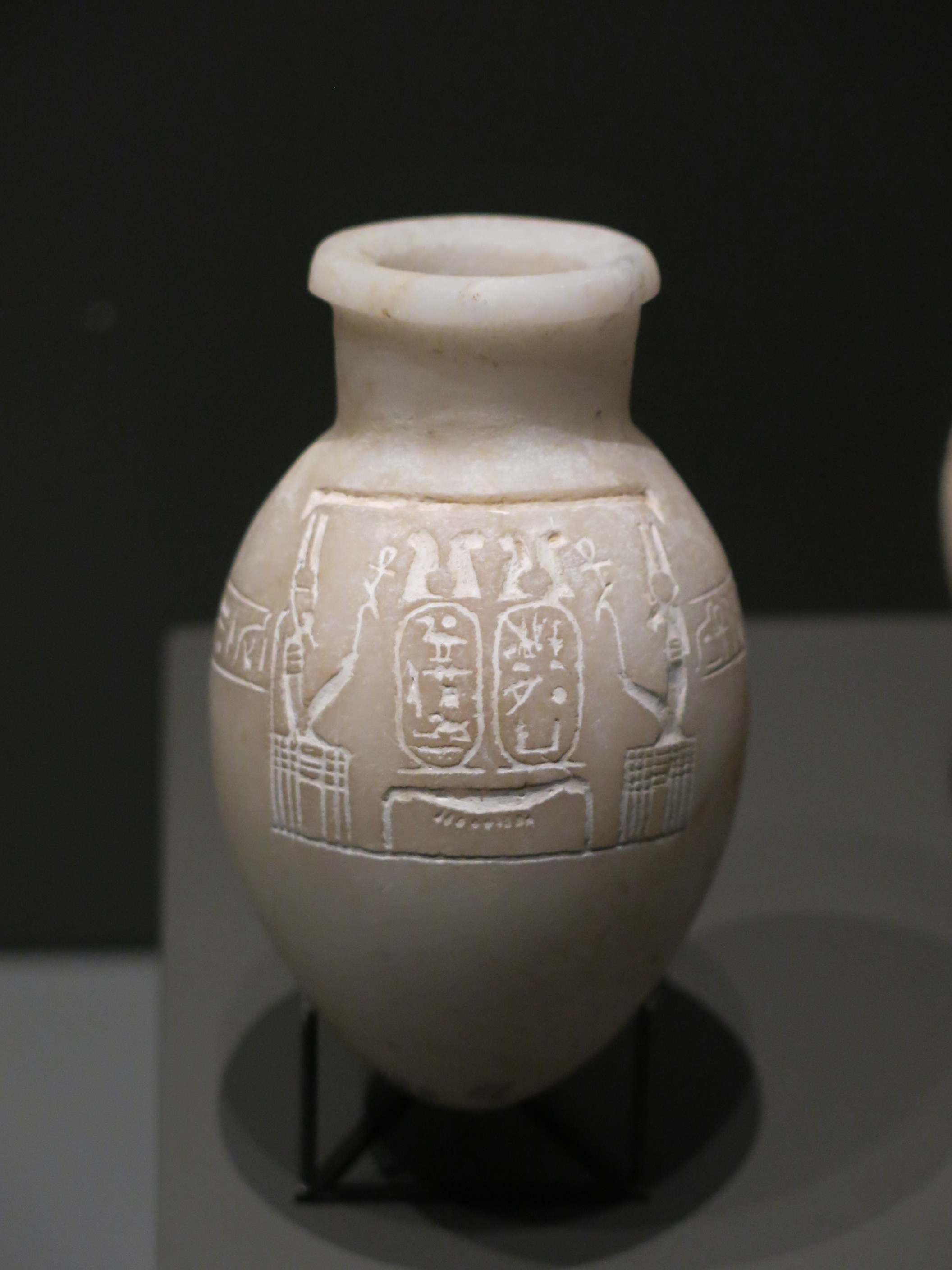
زجاجة عطر بأسم Aspelta
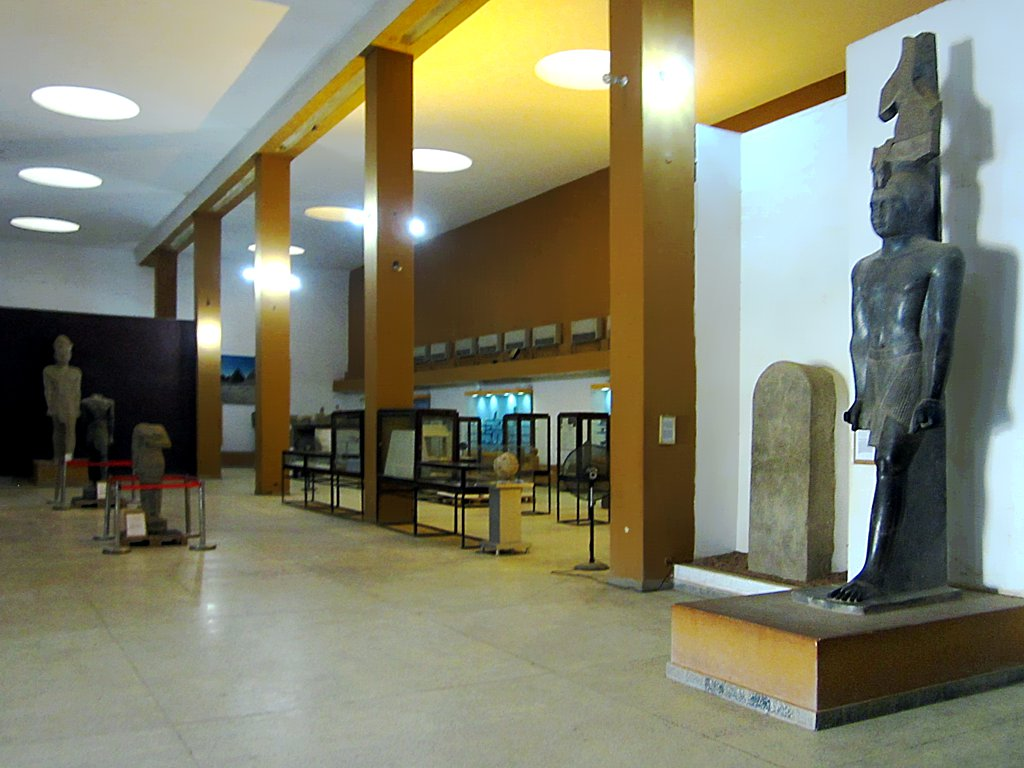
مقتنيات عمرها مئات السنيين
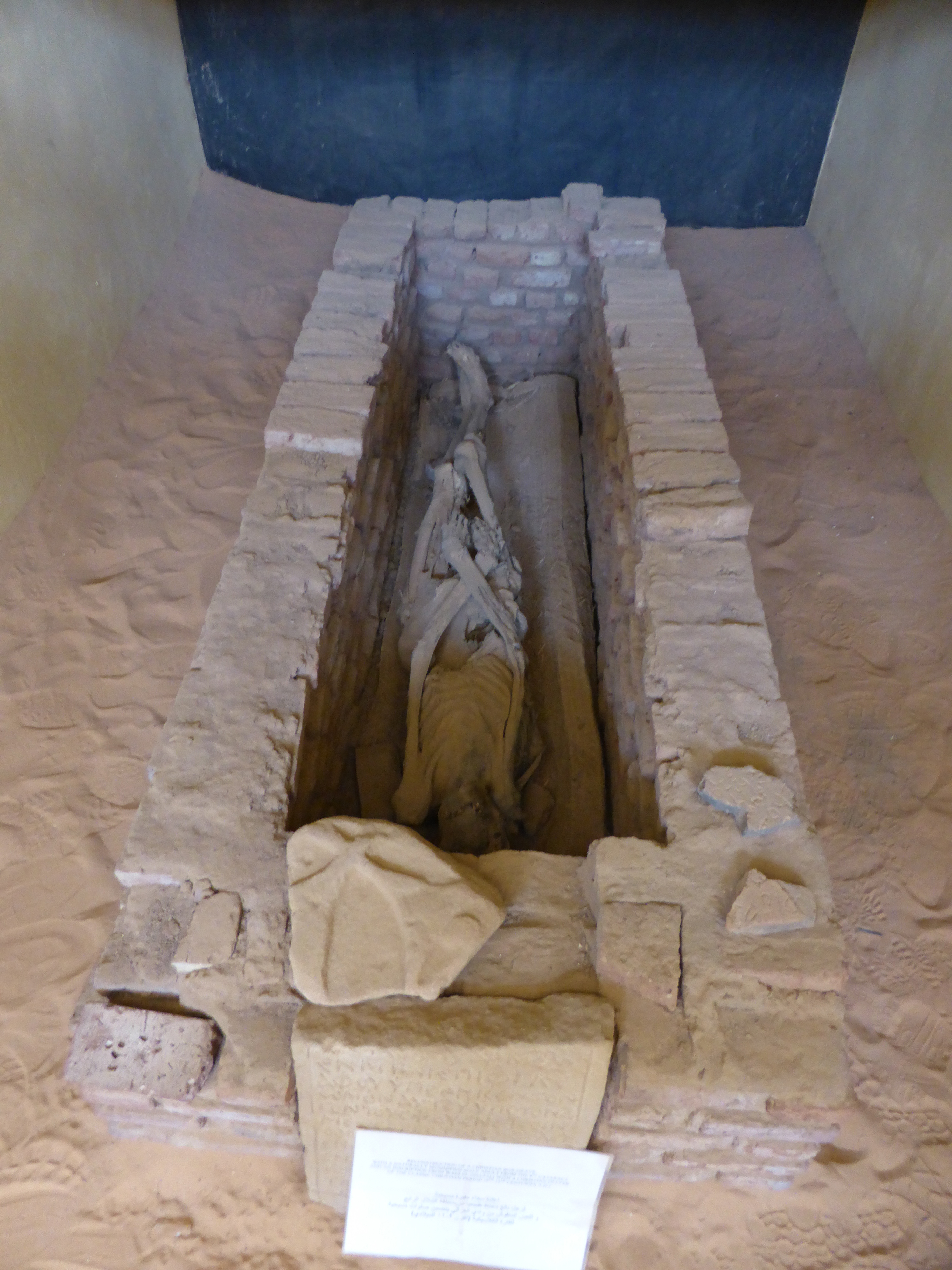
اعادة بناء لصندوق قبر مسيحي في المتحف القومي
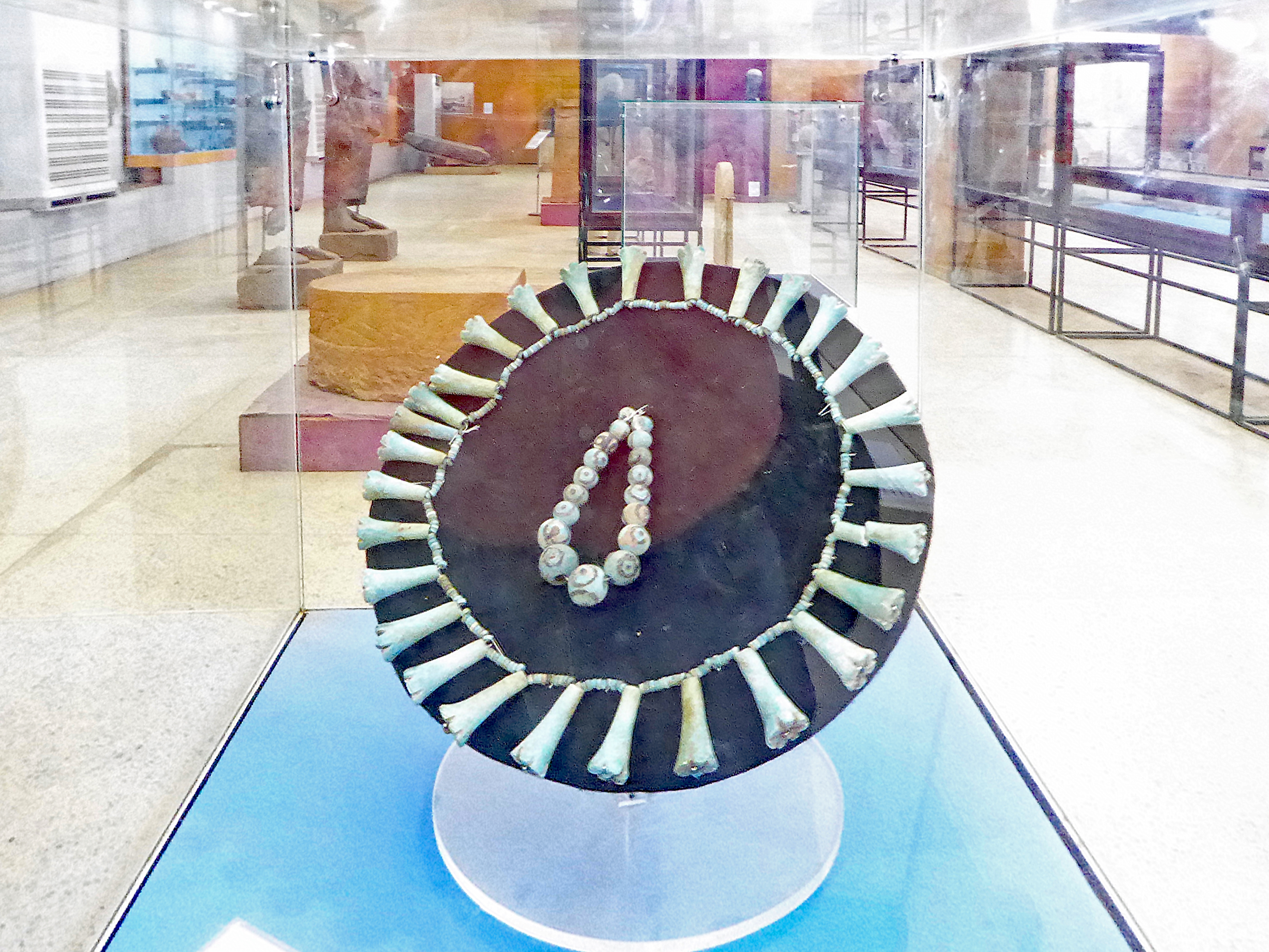
حلي تاريخية
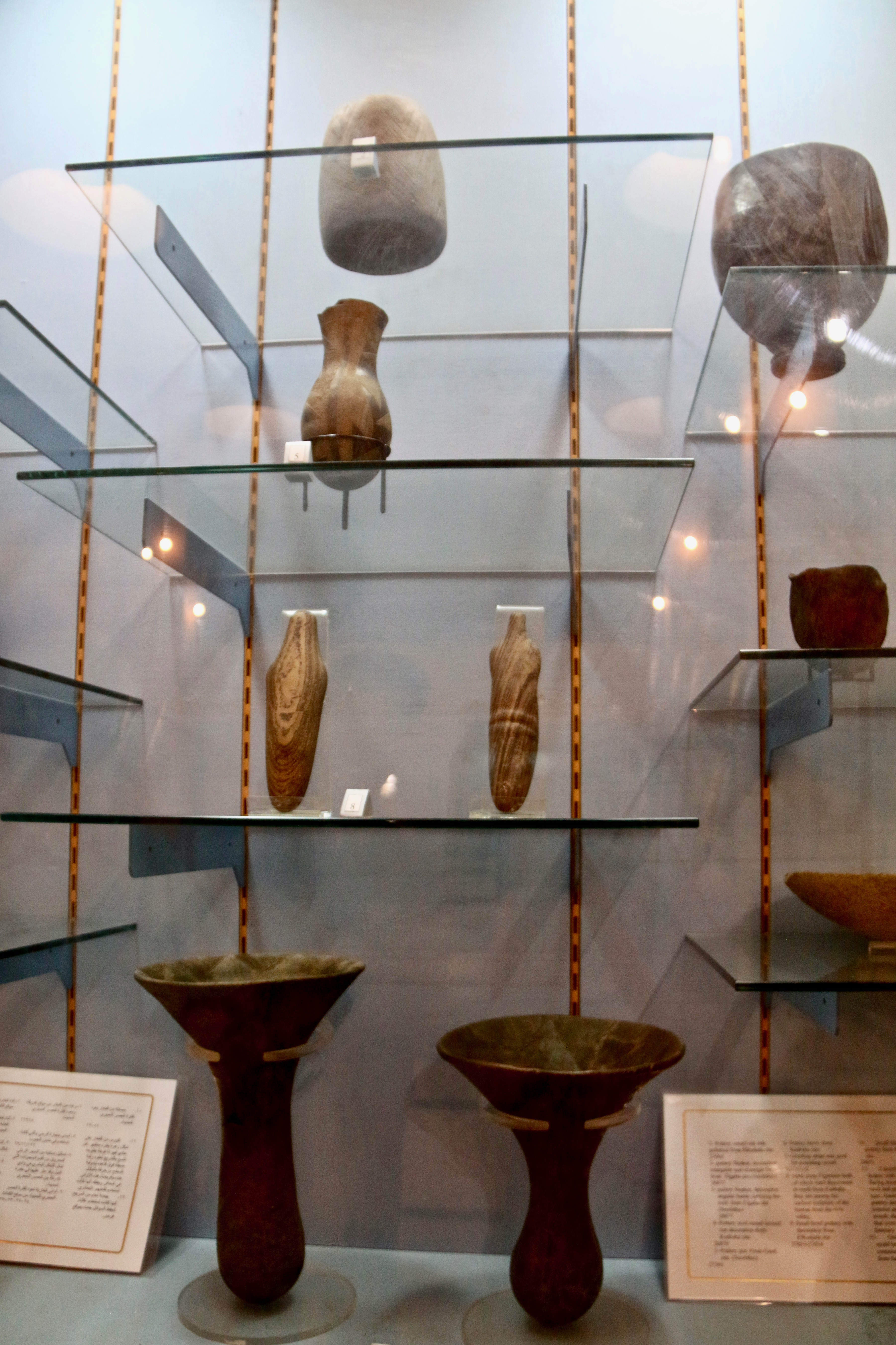
فخار العصر الحجري الحديث
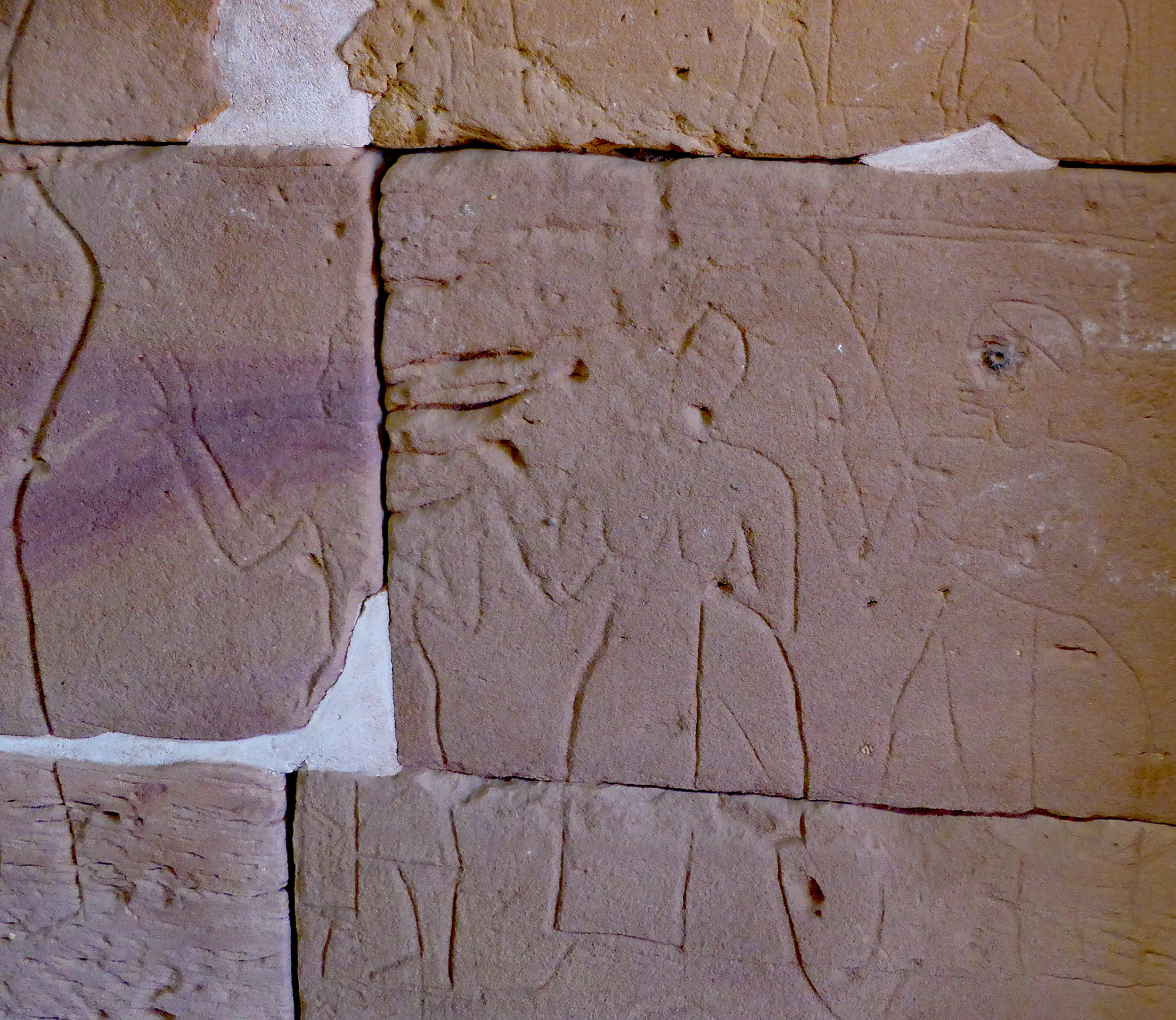
نقوش حديثة
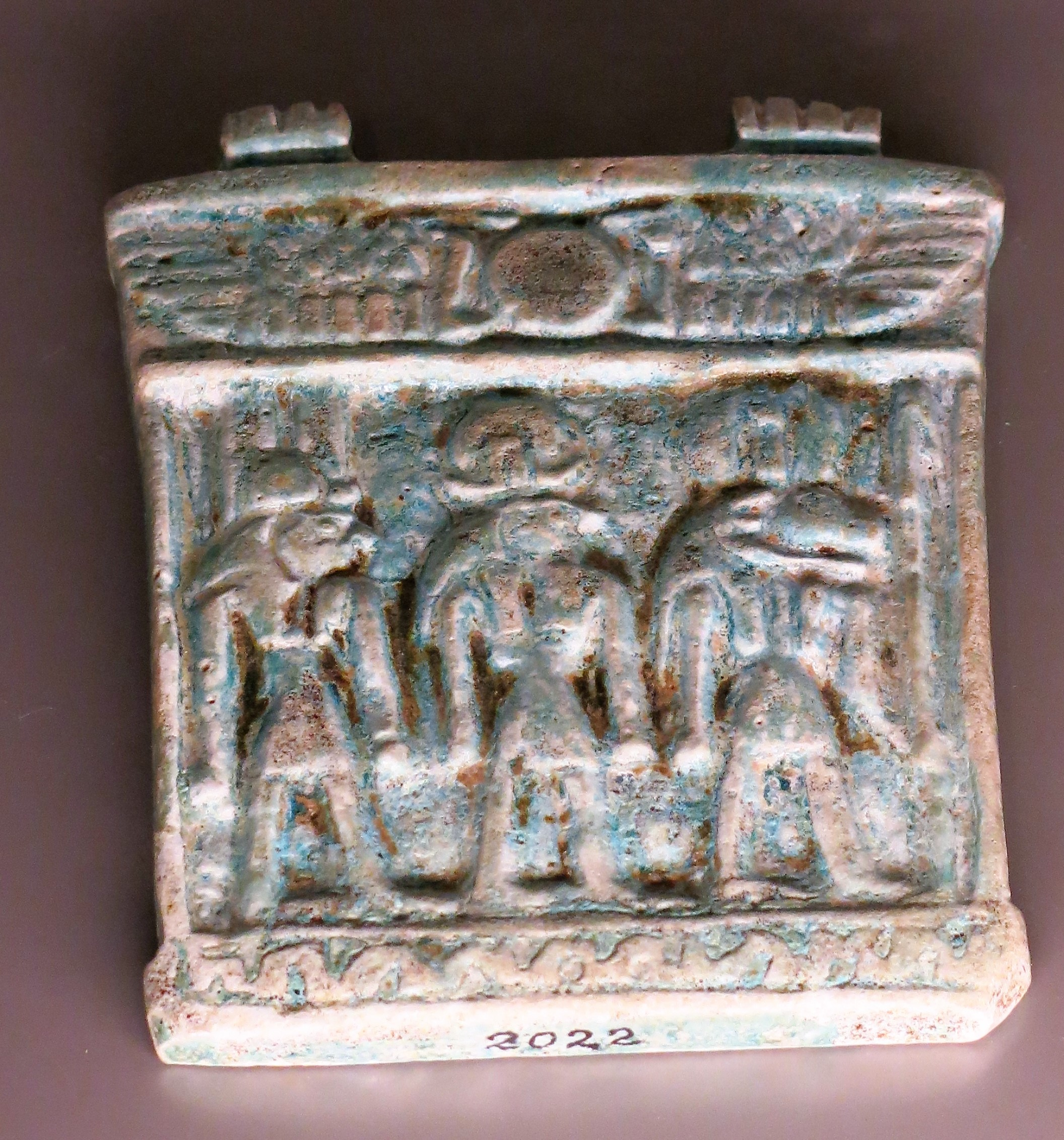
الآلهة مونتو، خونسو، آمون
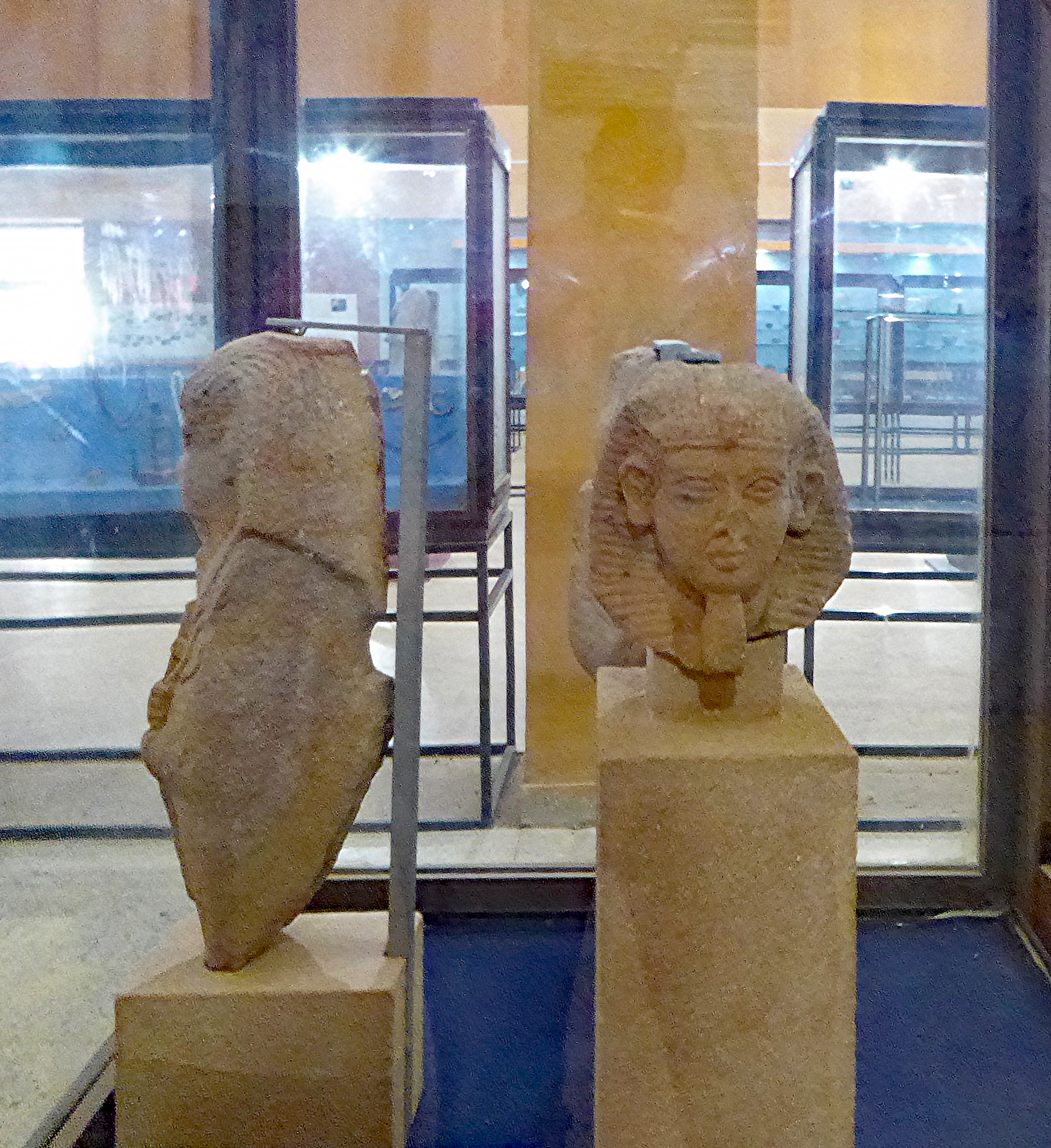
رؤوس فرعون
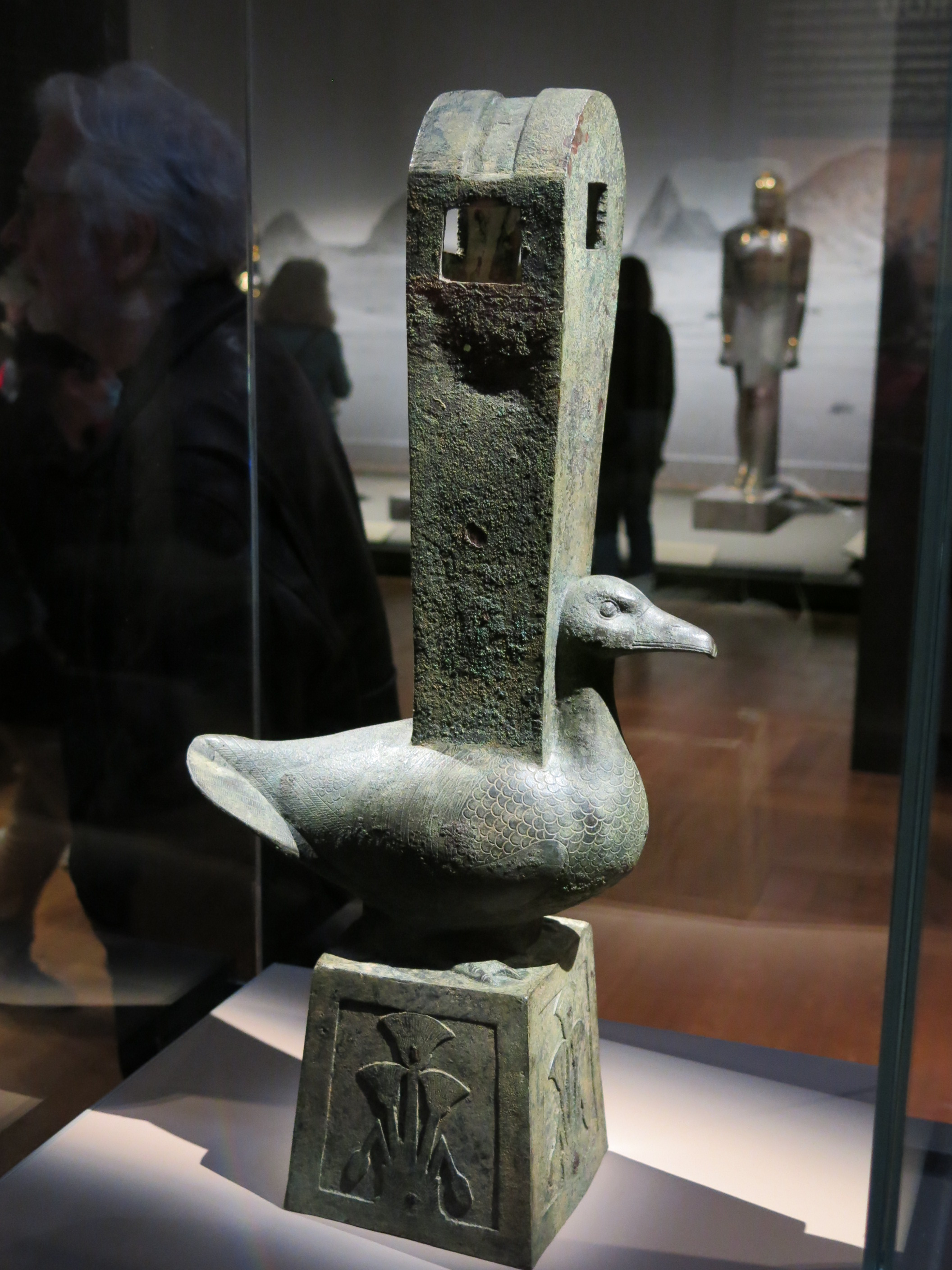
لوح قدم جنائزي على شكل اوزة
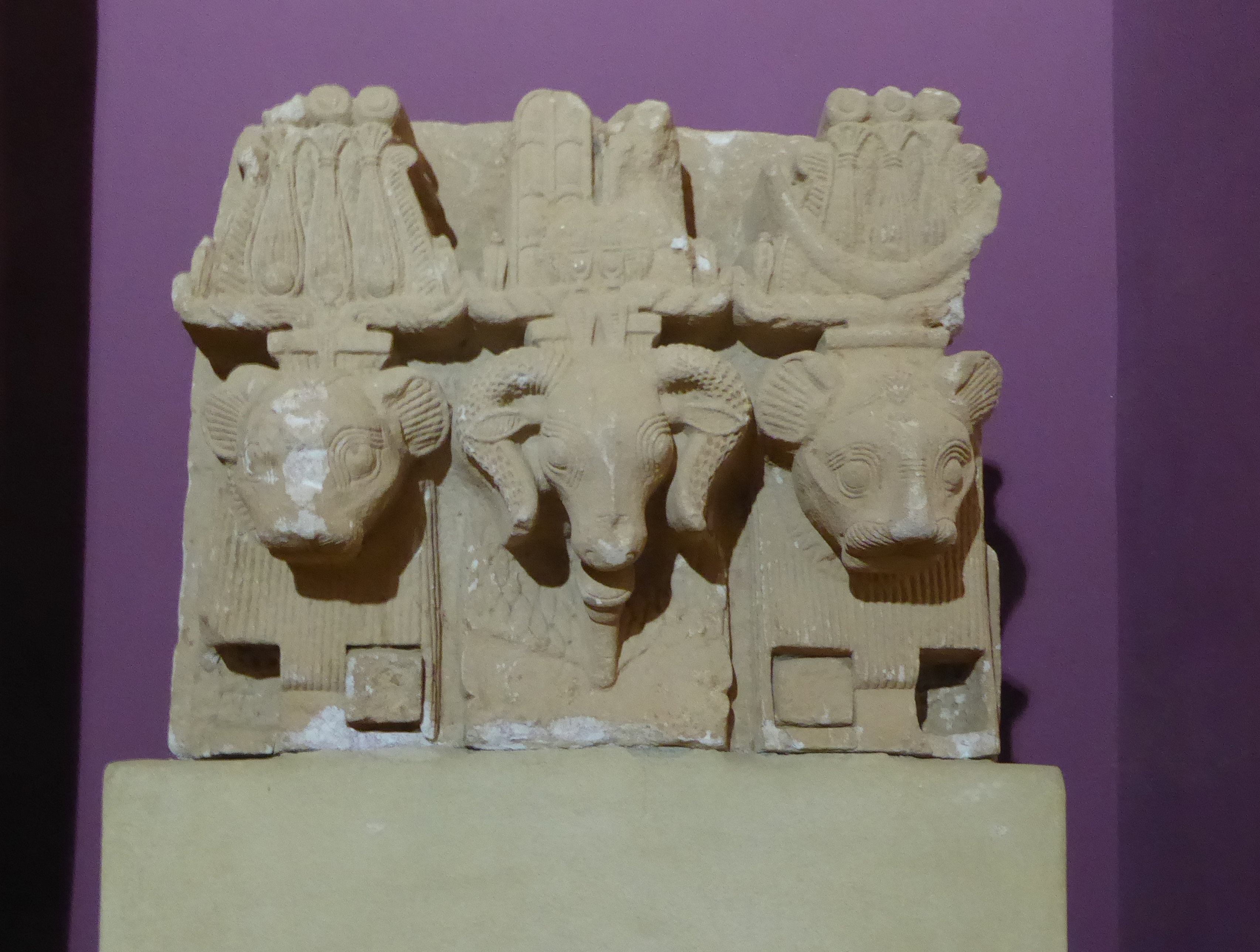
تمثال للآلهة آمون شو وتفنوت من مسرات الصفراء
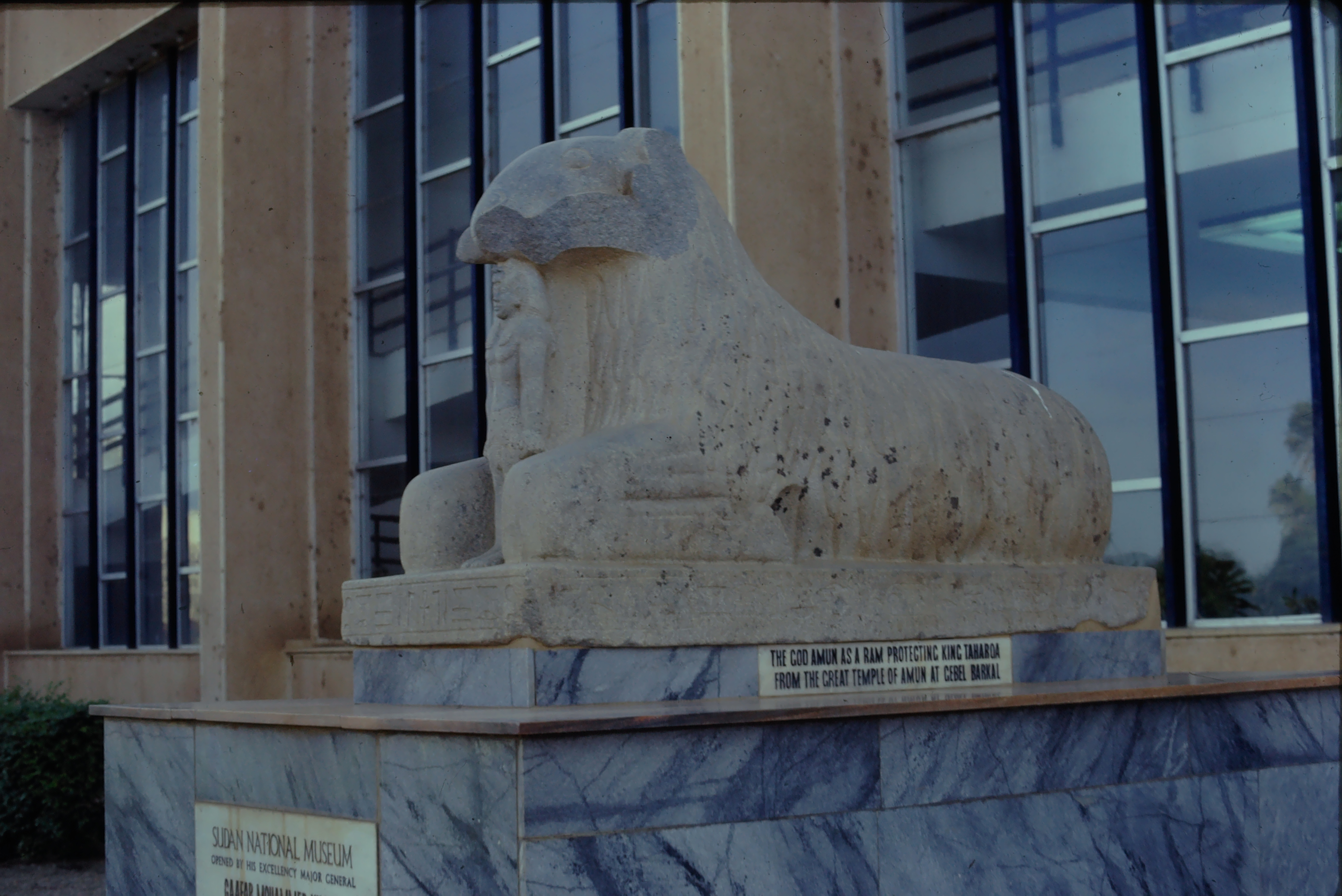
تمثال الأسد أمام متحف السودان القومي
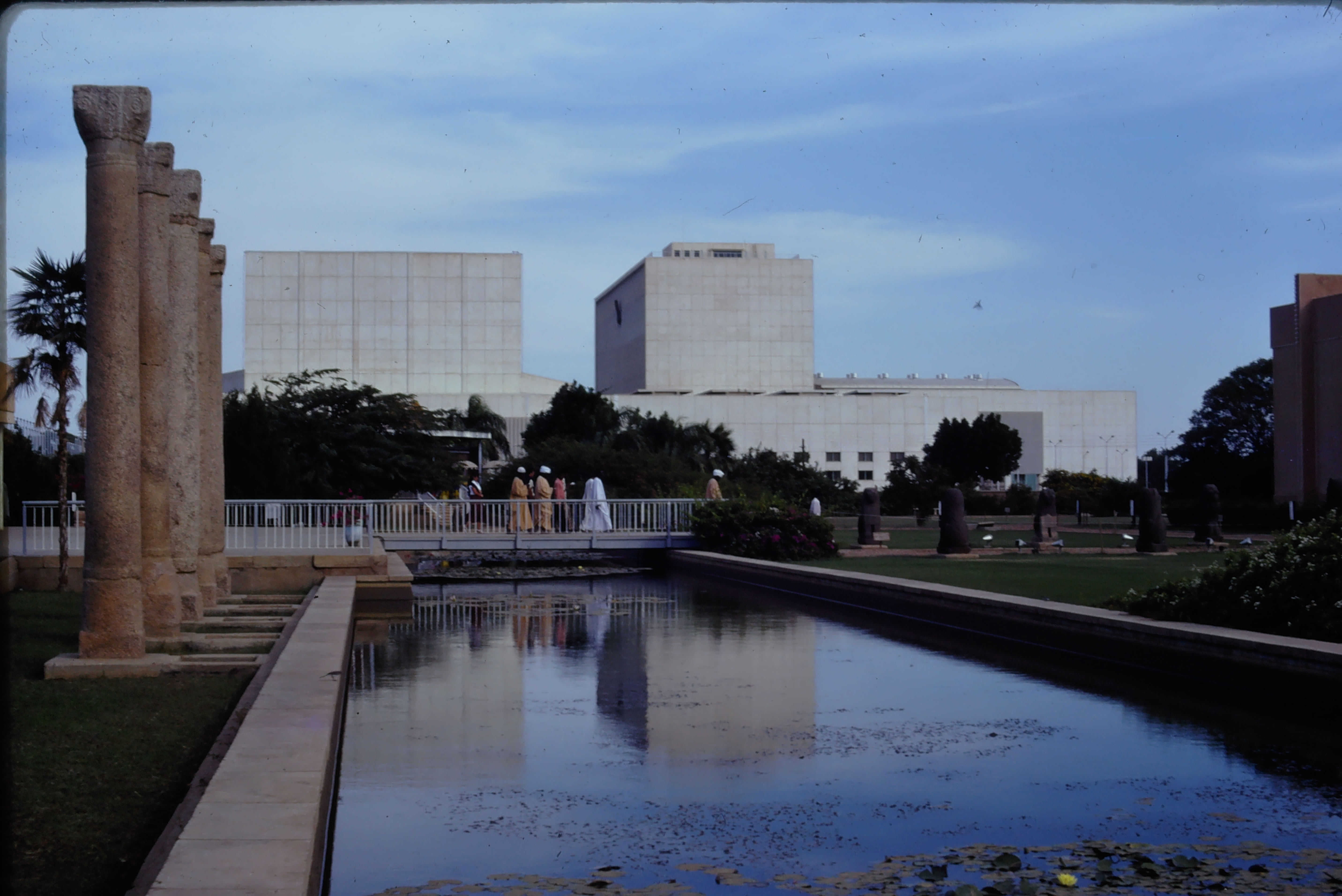
الواجهة الخارجية للمتحف الوطني
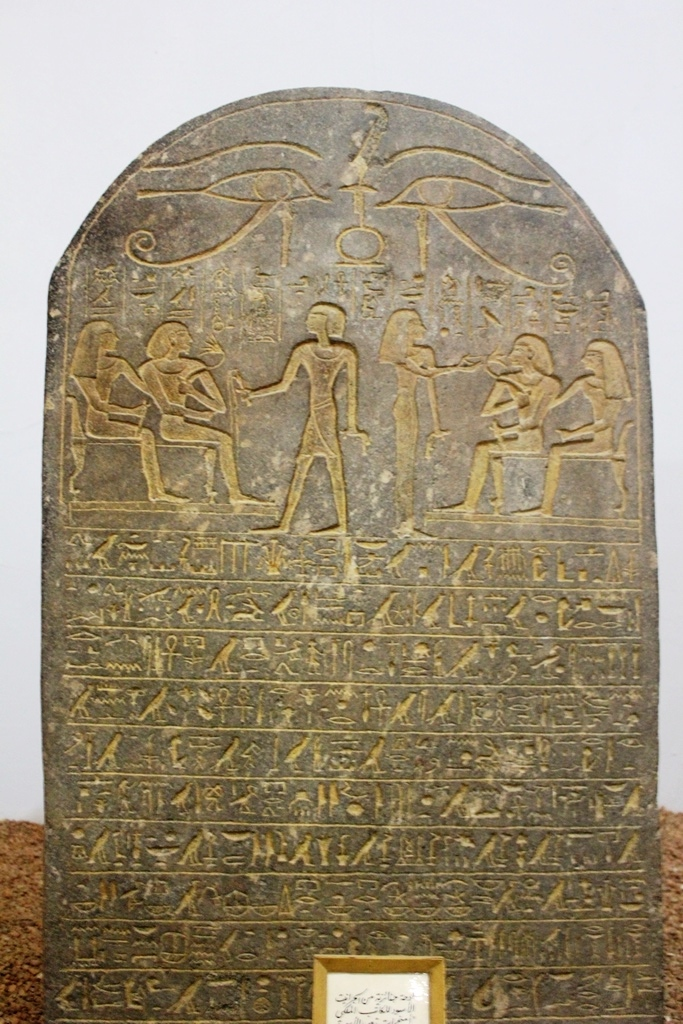
لوحة من عصر الدول الحديثة
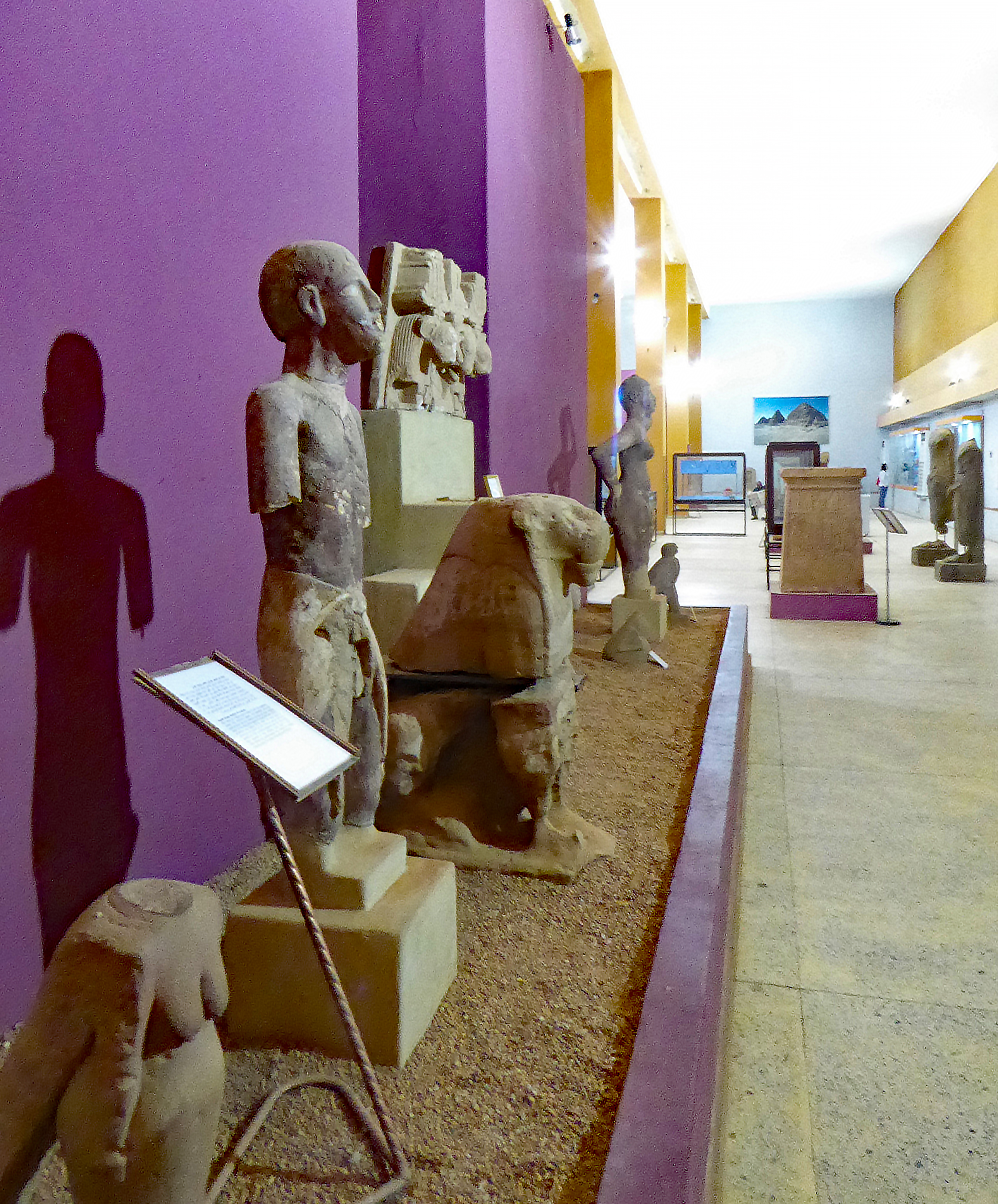
معرض المتحف
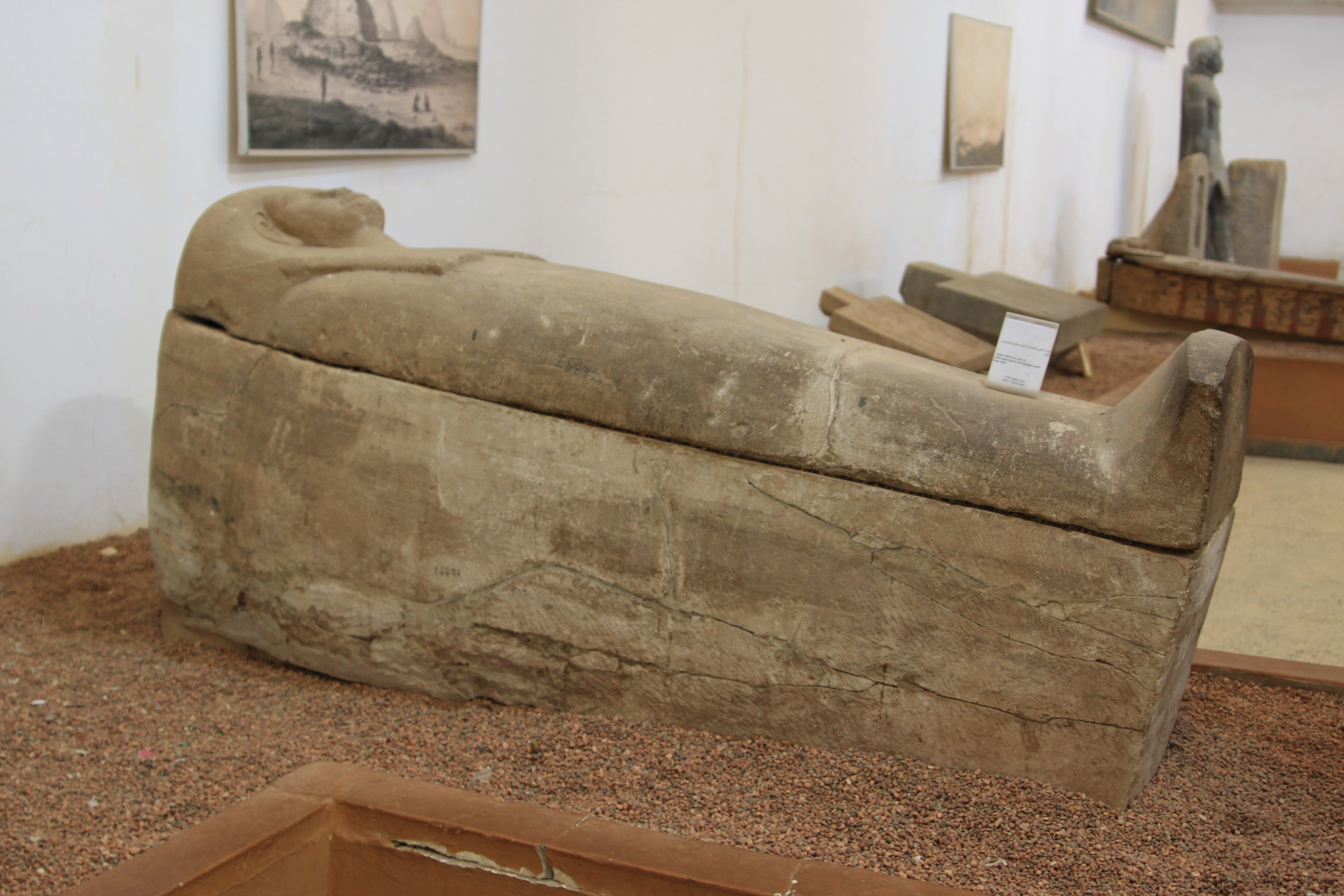
مقبرة المتحف الوطني
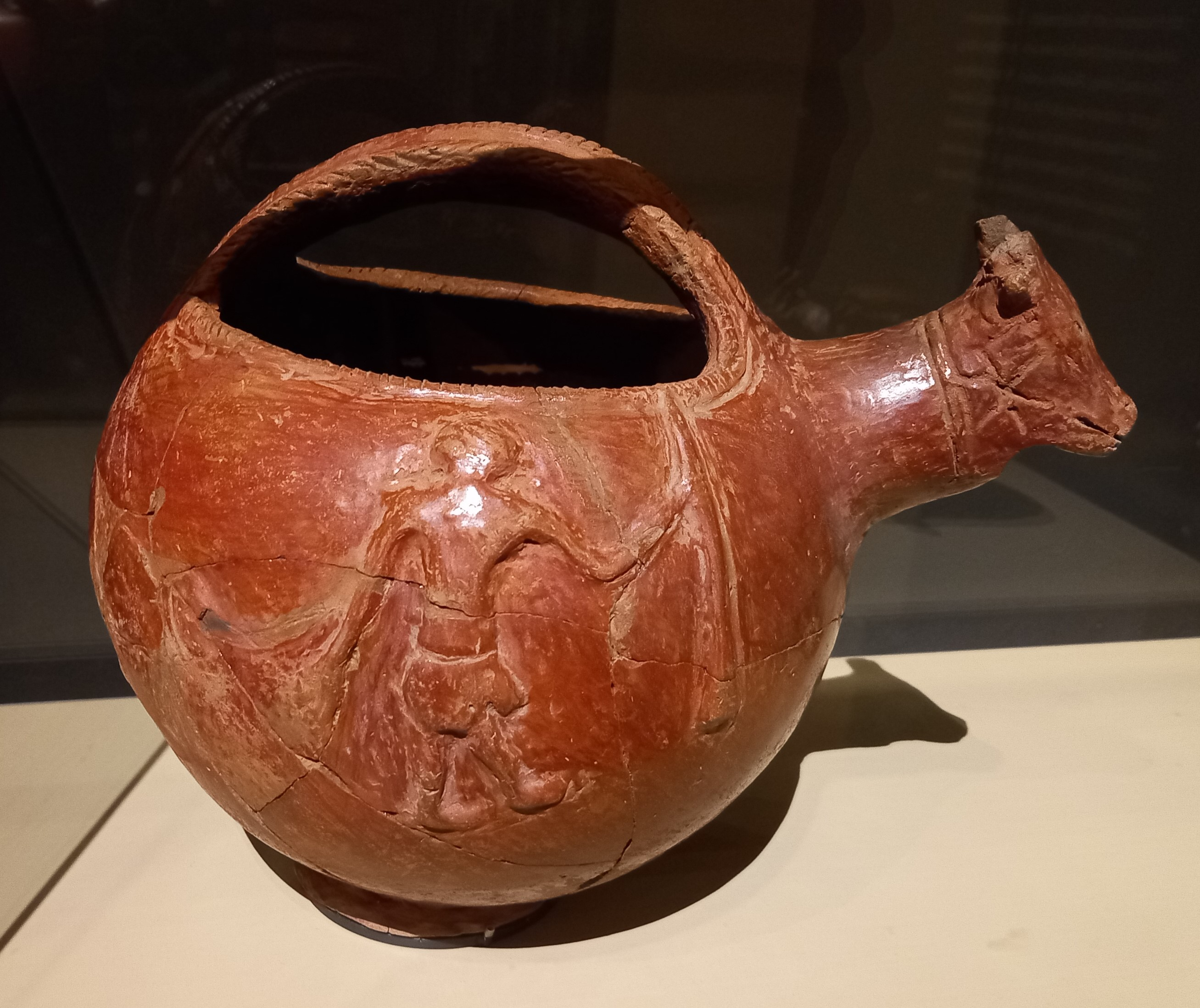
مزهرية ديكور بوفيد كيرما
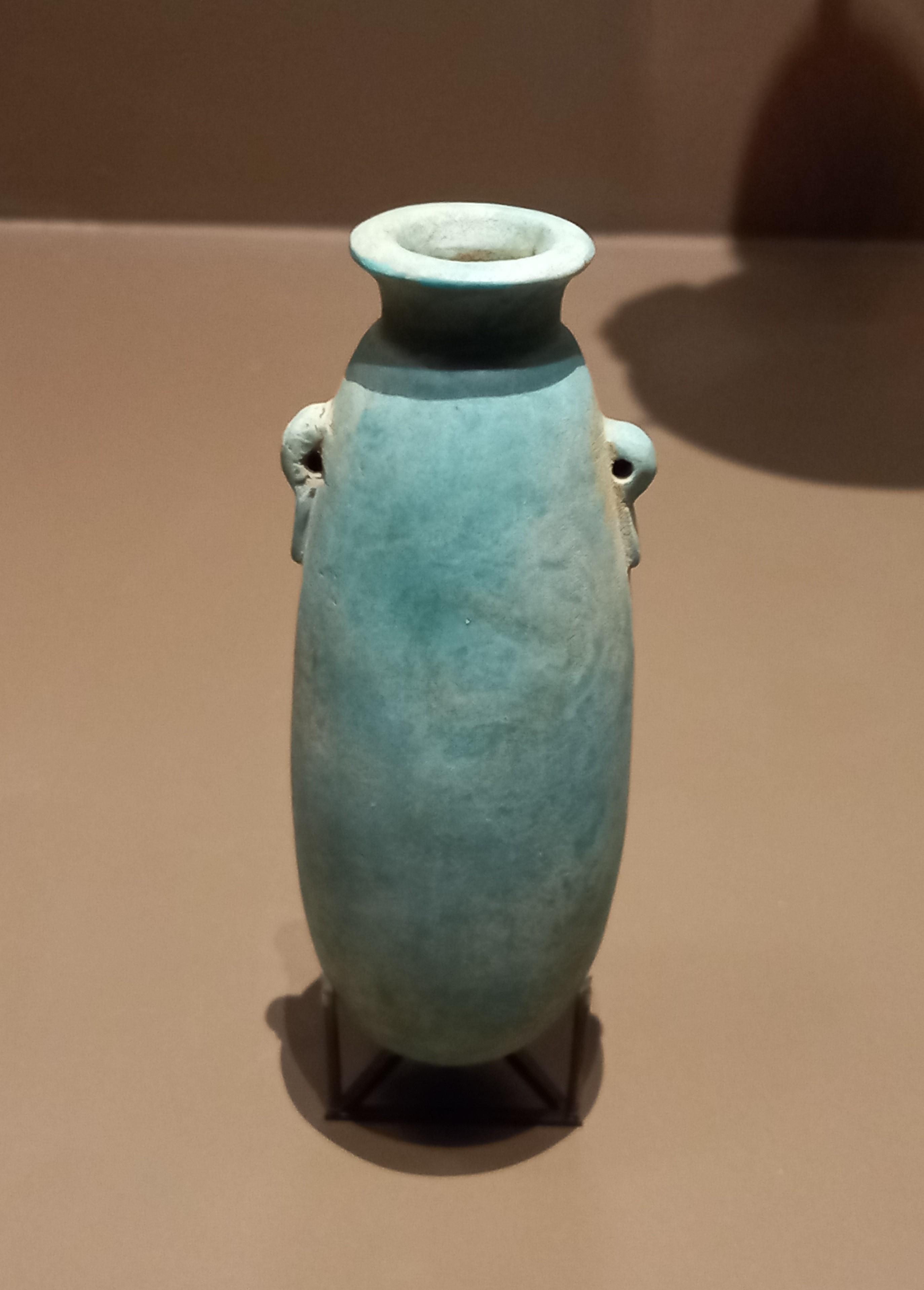
مزهرية من الفخار المرمري
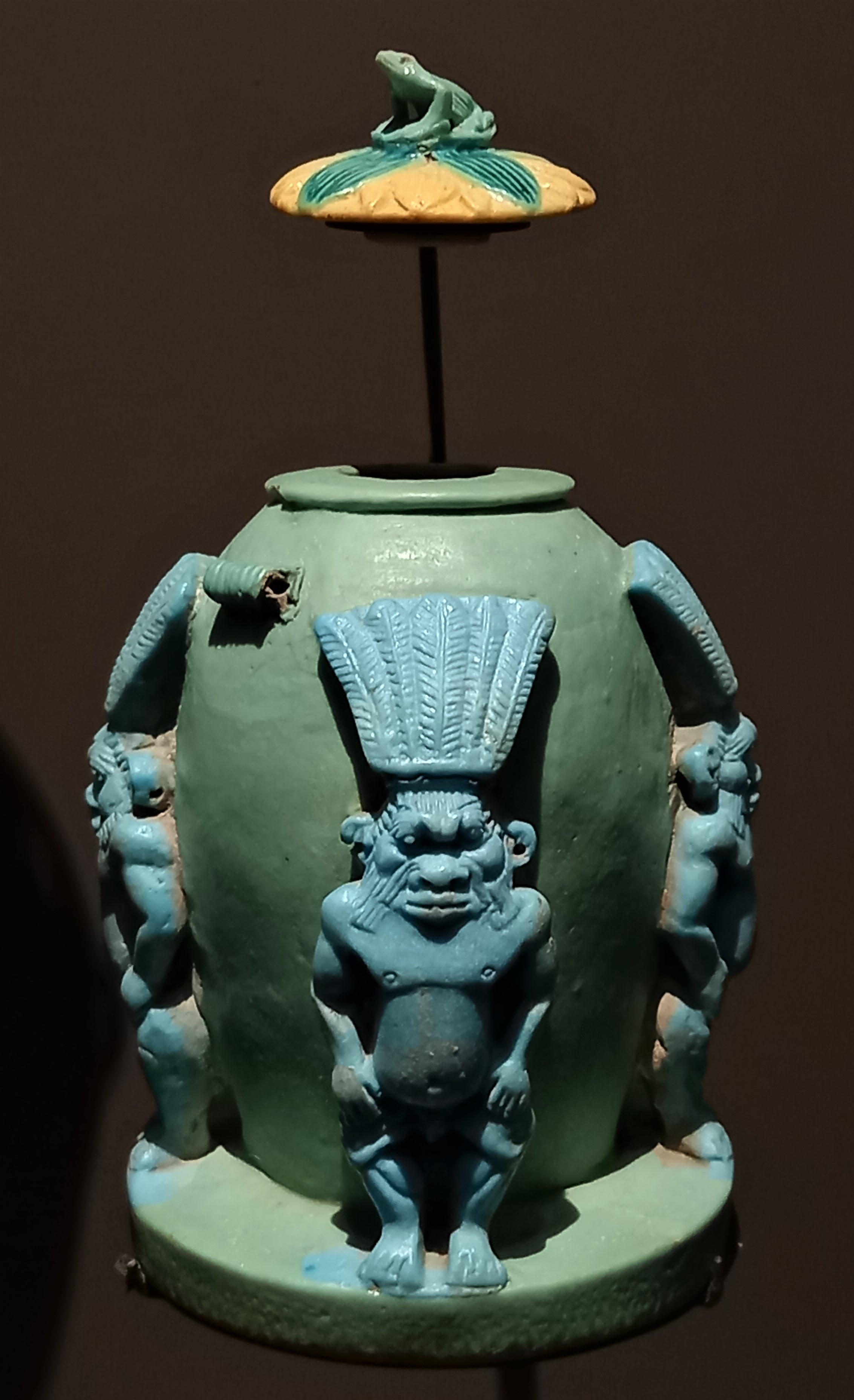
مزهرية خزفية من بيس تومبوس
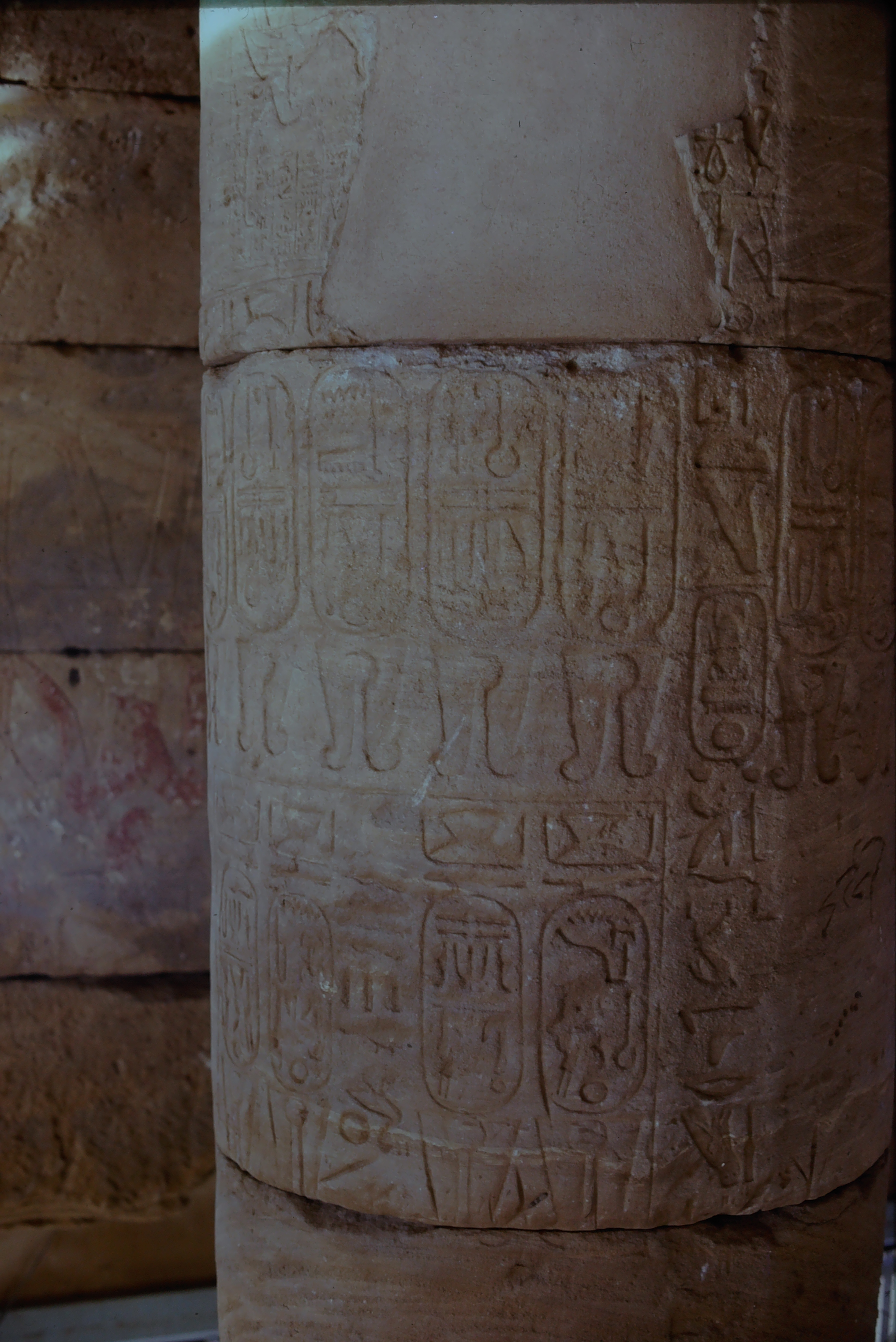
نقوشات تاريخية في المتحف القومي